# Alfa Romeo
Alfa Romeo ist ein italienischer Automobilhersteller mit Sitz in Turin. Das Unternehmen wurde 1910 als „A.L.F.A.“ (Initialakronym zu Anonima Lombarda Fabbrica Automobili, dt.: Aktiengesellschaft Lombardische Autofabrik) von Alexandre Darracq und Cavaliere Ugo Stella in Mailand gegründet, 1915 von Nicola Romeo übernommen, der 1918 seinen Nachnamen hinzufügte, und gehörte seit 1986 zu Fiat S.p.A. bzw. deren Nachfolger FCA. Seit der Fusion im Jahre 2021 von FCA und PSA zu Stellantis ist Alfa Romeo eine der Marken des neuen Konzerns. Die Fahrzeuge sind sportlich orientiert und im gehobenen Marktsegment angesiedelt.
Alfa Romeo hat in einem Zeitraum von nahezu 100 Jahren Motorsportgeschichte geschrieben. Außergewöhnliche Leistungen und zahlreiche Erfolge prägen die lange Geschichte dieses Engagements. Bereits in der Vorkriegszeit hatte sich das Mailänder Unternehmen erfolgreich an Großen Preisen beteiligt und wurde zum Ursprung der Scuderia Ferrari. Nach dem Zweiten Weltkrieg setzte Alfa Romeo sein Motorsportengagement zunächst in der Formel 1 fort; die ersten beiden Weltmeistertitel 1950 und 1951 gingen an die Alfa-Romeo-Piloten Giuseppe Farina und Juan Manuel Fangio.

## Geschichte

### Pkw

#### Anfänge und Verstaatlichung (1910 bis 1948)
Das Stammwerk von Alfa Romeo im Bezirk Portello von Mailand entstand 1906 als weiteres Automobilwerk des französischen Unternehmers Alexandre Darracq und Sitz seiner italienischen Niederlassung Società Anonima Italiana Darracq. Alexandre Darracq behielt die besten Teile aber der Produktion in Frankreich vor, was zu großen Problemen in Italien führte. 1909 übernahmen die an der Niederlassung beteiligten Geschäftsleute aus der Region die Aktienmehrheit und veranlassten die Entwicklung eigener Automobile. Konstrukteur wurde Giuseppe Merosi, der den Geschäftsführer Ugo Stella von Bianchi abwarb.

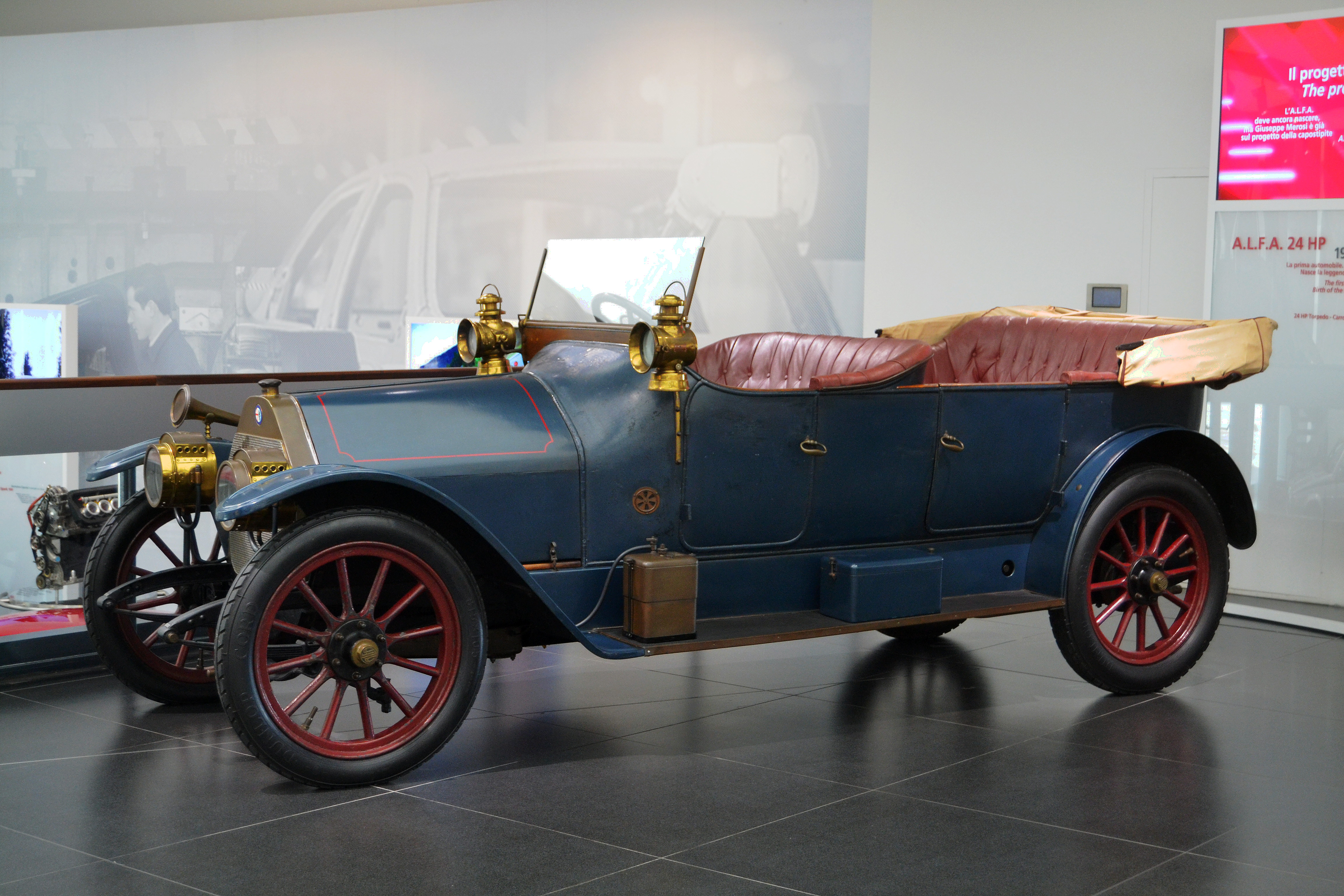
A.L.F.A. 24 HP

Am 24. Juni 1910 änderten die Unternehmer aus der Lombardei die Firma der Gesellschaft in Società Anonima Lombarda Fabbrica Automobili (wörtlich übersetzt „Aktiengesellschaft Lombardische Automobilfabrik“) und wählten A.L.F.A. als ihre Kurzbezeichnung. Dieses Ereignis gilt heute als der offizielle Gründungszeitpunkt. Im selben Jahr brachte das Unternehmen mit dem Modell 24 HP die erste Konstruktion von Merosi auf den Markt, am Kühlergrill der Markenname Alfa. Sogleich stellte man sich dem Wettbewerb auch im Rennsport mit zwei Alfa 24 HP bei der nächsten Targa Florio im Mai 1911.

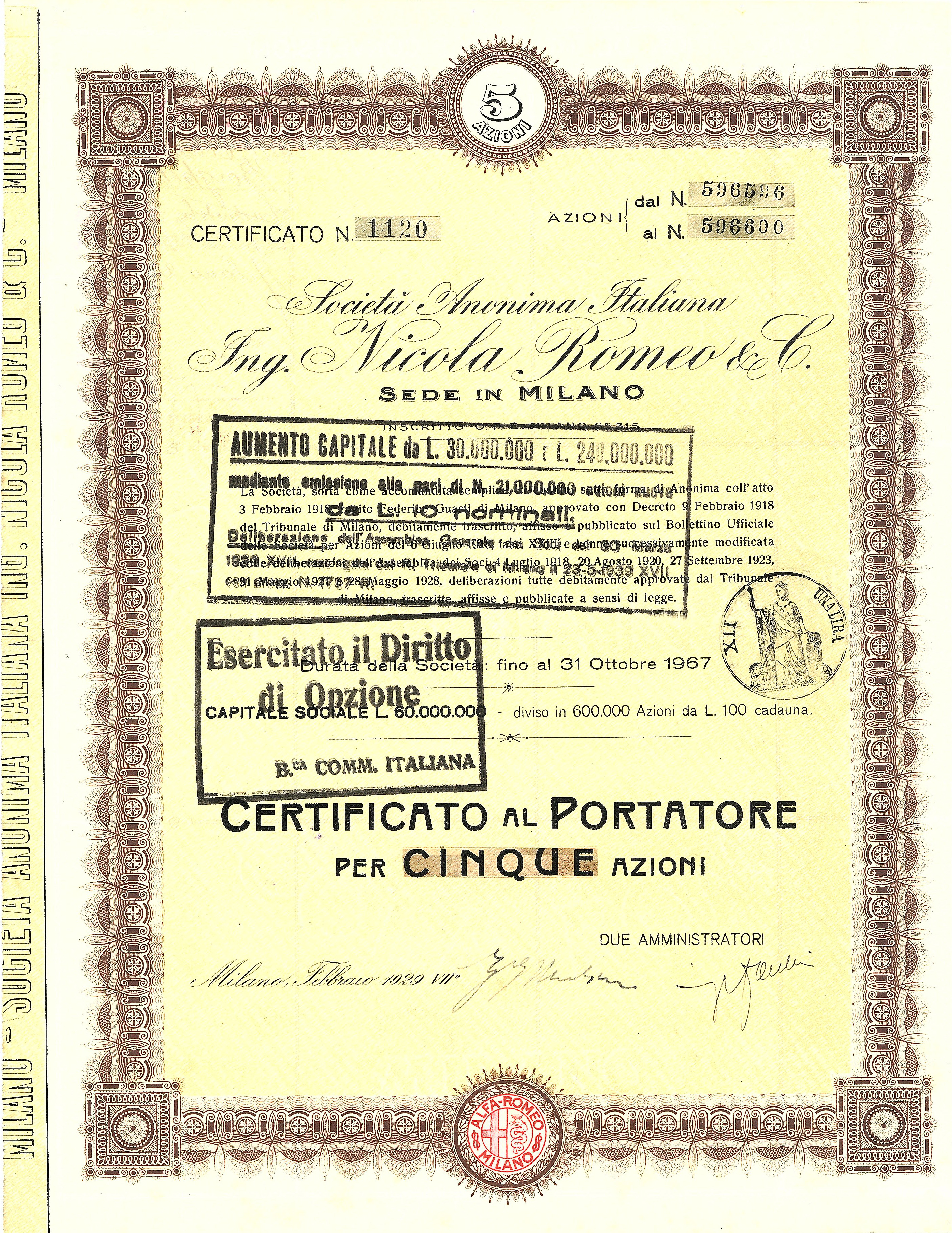
Aktienzertifikat der S.A. Italiana Ing. Nicola Romeo & C. über 5 Aktien à 100 Lire, ausgegeben in Mailand am 7. Februar 1929.
Das 1911 von Nicola Romeo errichtete Unternehmen wurde nach Übernahme der Firma A.L.F.A. 1918 in eine Aktiengesellschaft umgewandelt.

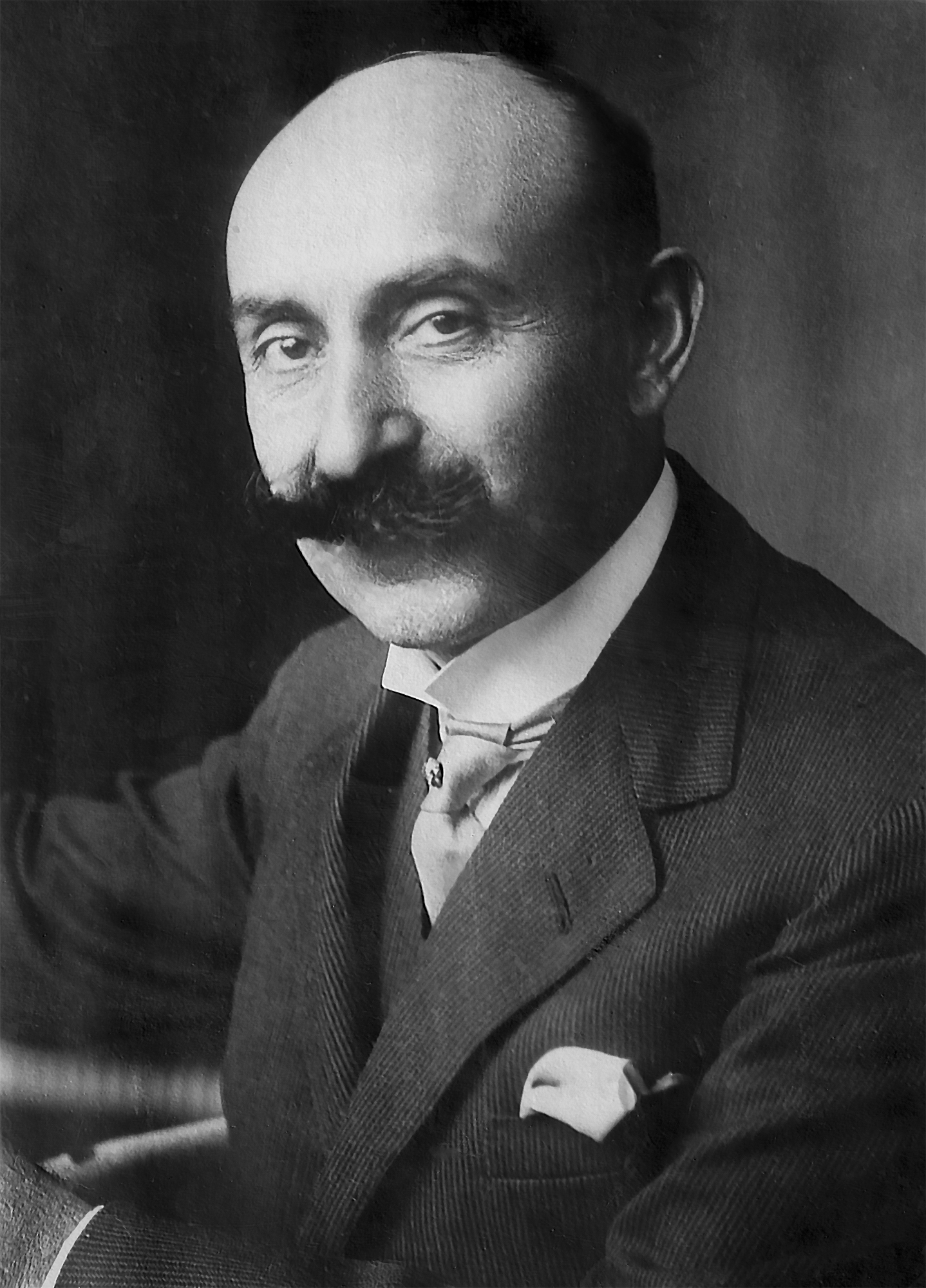
Nicola Romeo

1914 begann der Erste Weltkrieg. Die Autoproduktion wich der Rüstungsproduktion. 1915 verkaufte Darracq seine übriggebliebenen Aktien. Die Banca Italiana di Sconto erlangte die Aktienmehrheit des mit Liquiditätsproblemen kämpfenden Unternehmens und beschloss am 21. September 1915 einen Kapitalschnitt um 95 %. Am 28. September 1915 ging das Unternehmen in Liquidation. Am 2. Dezember 1915 übernahm die Rüstungsgesellschaft Accomandita Ing. Nicola Romeo & Co unter Leitung des aus Neapel stammenden Ingenieurs Nicola Romeo die Führung des Betriebs. Durch die Produktion von Munition, Flugmotoren und diversem anderem wuchs das Unternehmen während des Kriegs erheblich; die Anzahl der Mitarbeiter stieg von rund 200 auf über 4000.
Nach Kriegsende wurden dann ab 1919 im Werk Portello auch wieder noble zivile Fahrzeuge produziert. 1920 wurde der Name des neuen Eigentümers in den Markennamen aufgenommen: aus Alfa wurde Alfa Romeo. 1923 gelang mit dem Alfa Romeo RL der erste große Erfolg im Rennsport, der Doppelsieg mit Ugo Sivocci und Antonio Ascari bei der Targa Florio. 1925 wurde die erste Weltmeisterschaft des Automobilrennsports ausgetragen und Alfa Romeo erster Weltmeister.
Doch die Umstellung auf die Nachkriegswirtschaft misslang; 1926 war Alfa Romeo zahlungsunfähig und nun abhängig von den Bürgschaften der Banca d’Italia, die der Diktator Benito Mussolini verfügte. Nicola Romeo wurde in den Hintergrund gedrängt und schied 1928 aus dem Unternehmen aus. Auch Giuseppe Merosi verließ es in den späten 1920er-Jahren. Das Unternehmen verließ auch der Rennfahrer Enzo Ferrari mit dem Zweck eine eigene Firma zu gründen.
1933 wurde das Unternehmen unter dem Namen S.A. Alfa Romeo in die staatliche IRI-Gruppe eingegliedert. Der technische Erfolg blieb in dieser Zeit ungefährdet, so baute Alfa Romeo in den 1930er-Jahren mit einer Version des 8C 2900 das schnellste Serienauto der Welt (205 km/h).
Auf Wunsch des staatlichen Eigners wurde das Portfolio im gewerblichen Bereich stark ausgebaut, neben Autos wurden Lkw, Busse, O-Busse und Flugzeugmotoren gefertigt. Während des Zweiten Weltkriegs wurde das Stammwerk in Portello zu drei Fünfteln beschädigt. Mit Hilfe der aus dem Krieg heimkehrenden Mitarbeiter begann der Wiederaufbau. Ab 1946 verließen unter dem Firmennamen „Alfa Romeo S.p.A.“ wieder erste Automobile die Werkshallen. 1948 wurde in der staatlichen Holding IRI die Industriesparte Finmeccanica gegründet, der Alfa Romeo zugeordnet wurde.

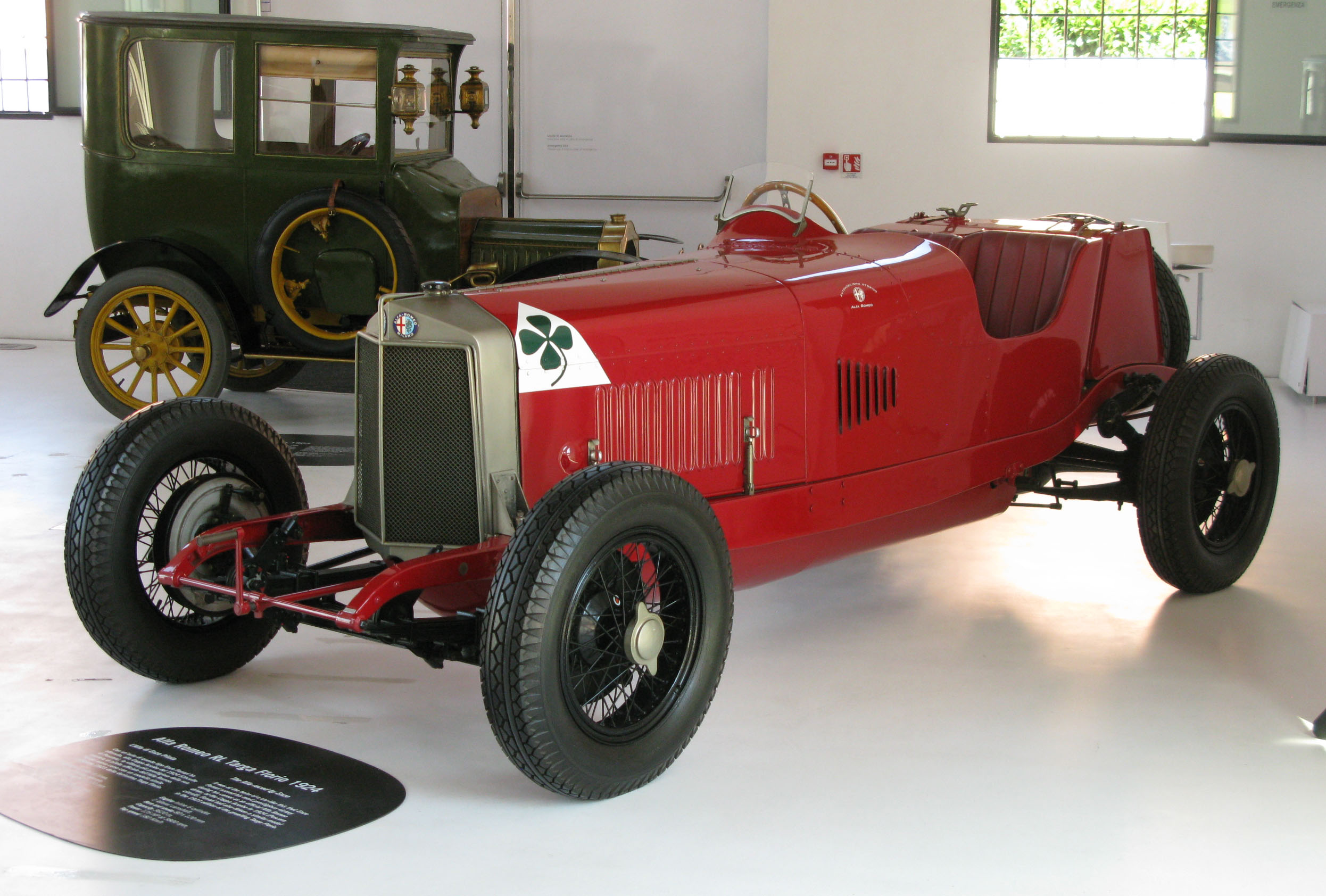
Alfa Romeo RL Targa Florio (1922–1927)
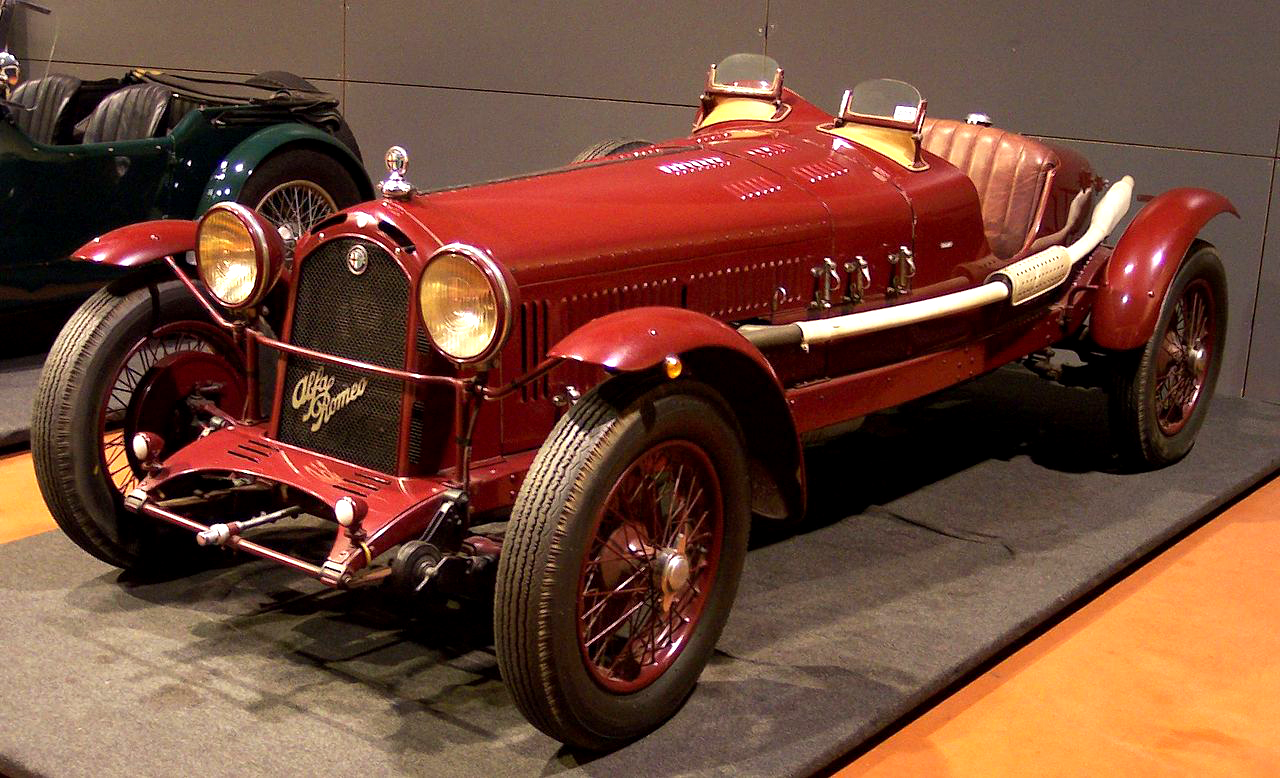
Alfa Romeo 6C 1500 Super Sport von 1929
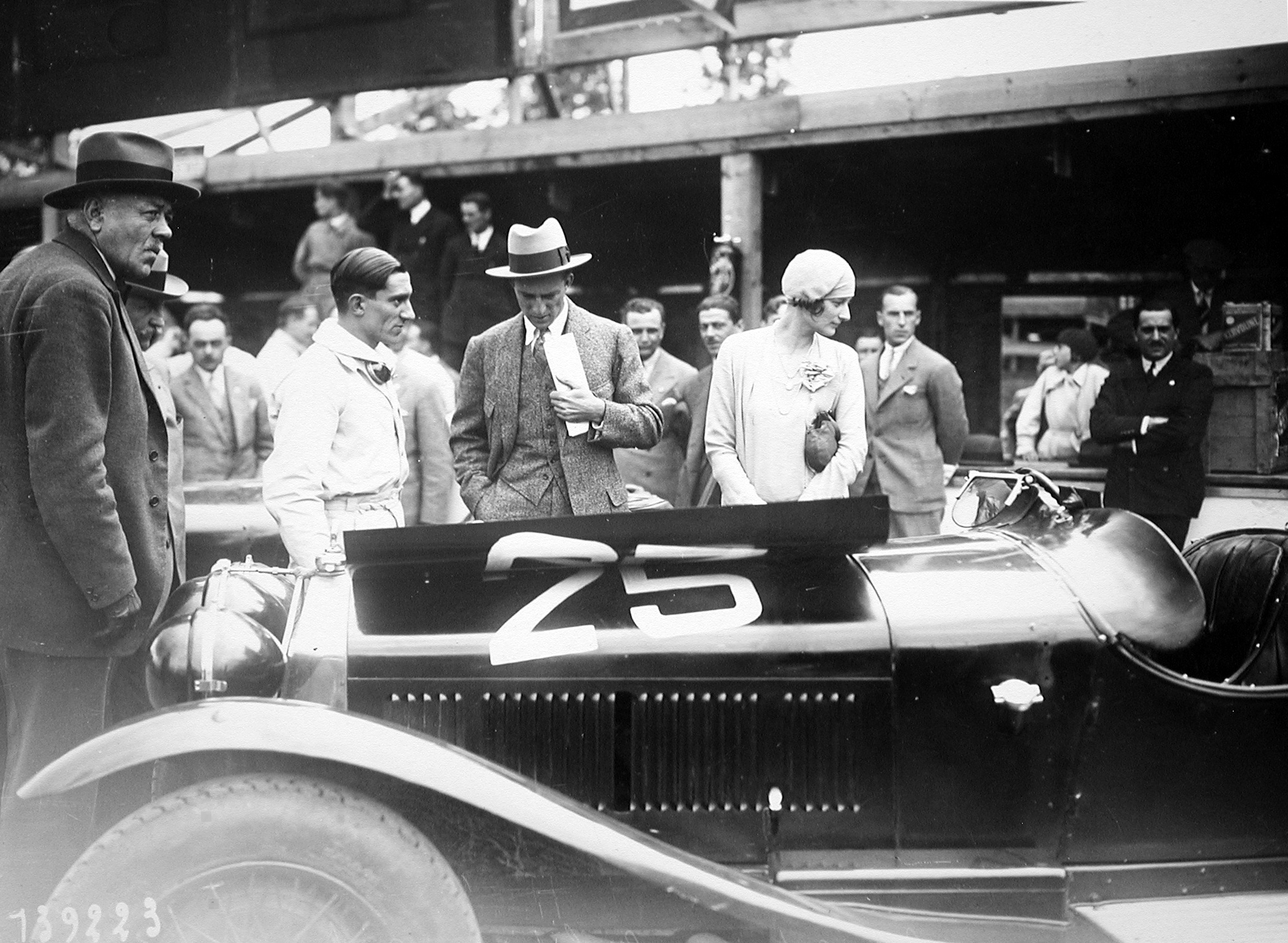
Prinz Leopold von Belgien und Prinzessin Astrid besuchen den Rennstall von Alfa Romeo (um 1930)
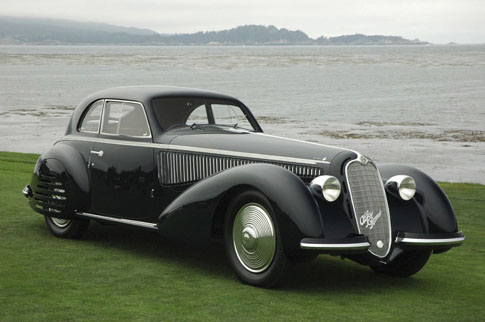
Alfa Romeo 8C 2900 Berlinetta (1935–1939)

#### Höhen und Tiefen (1948 bis 1986)

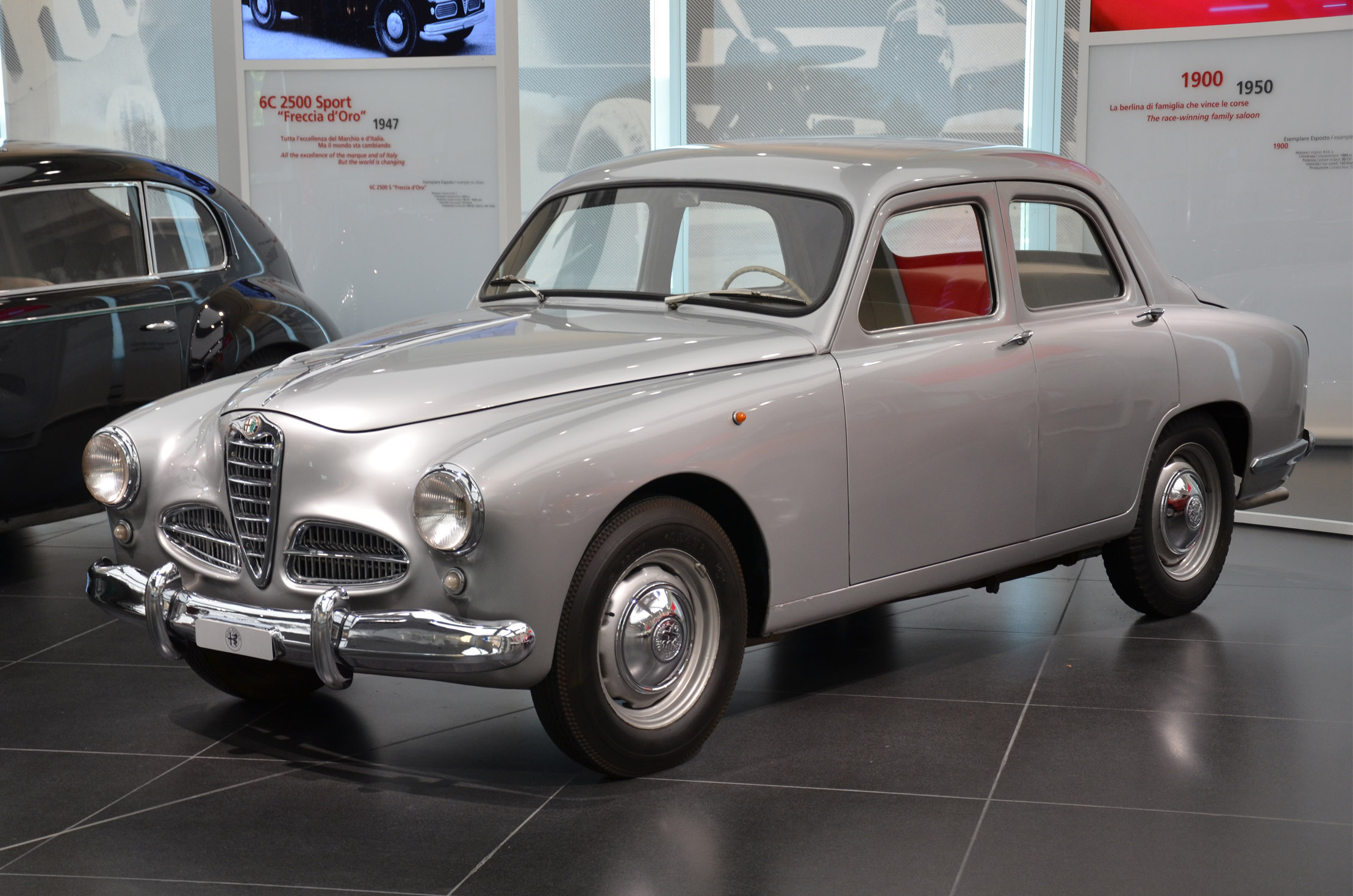
Alfa Romeo 1900 (1950–1959)

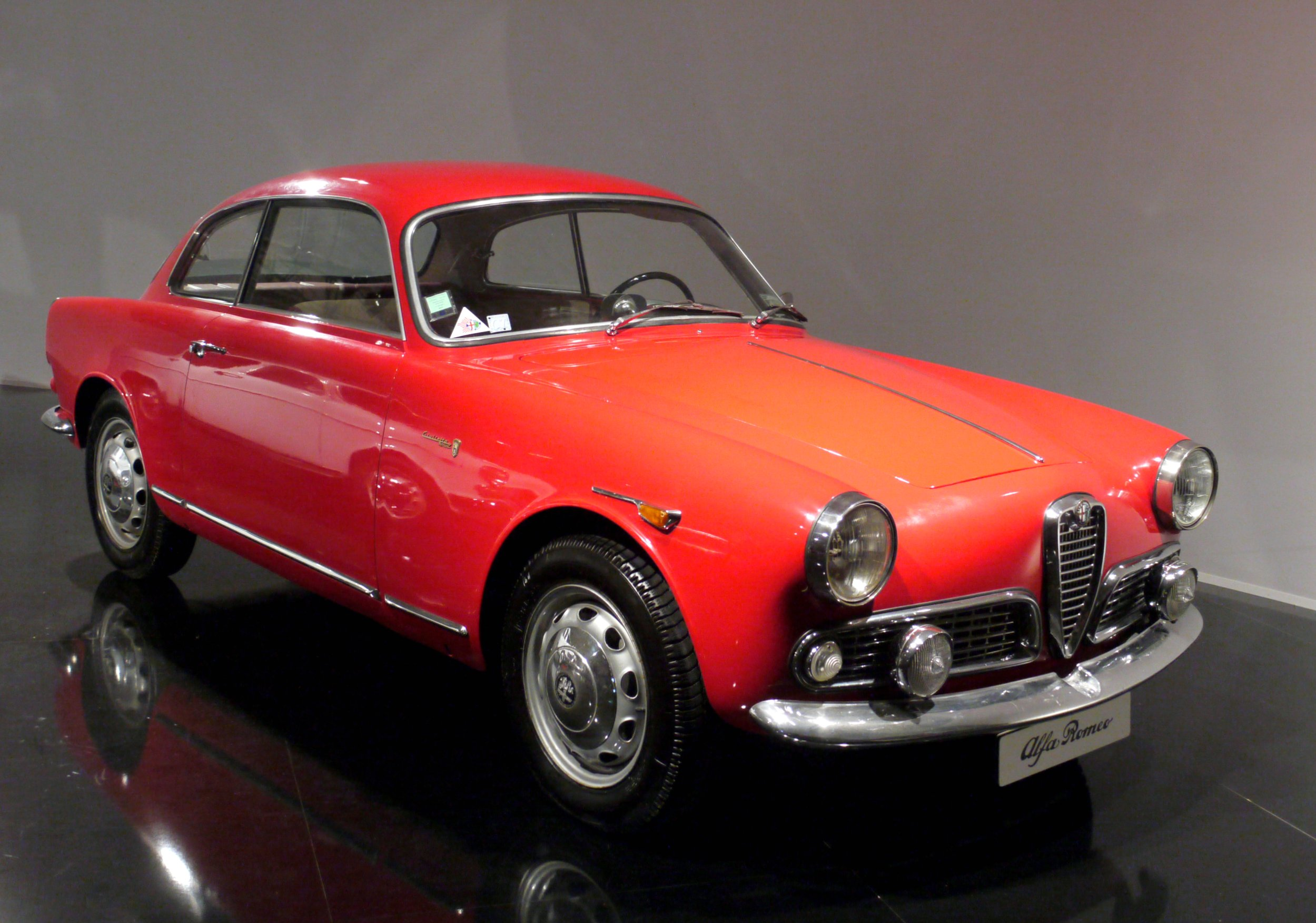
Alfa Romeo Giulietta (1954–1964)

Der Markt für die teuren Vorkriegskonstruktionen war jedoch sehr klein. Wie andere Premium-Hersteller wandte sich Alfa Romeo auch der Fertigung von seriell produzierten Wagen für eine breitere Käuferschicht zu. 1950 erschien der Alfa Romeo 1900, Anfang 1954 die nochmals kleinere und preisgünstigere Giulietta und Mitte 1962 die im neuen Werk in Arese produzierte Giulia.
Zahlreiche Rennerfolge und sportliche Limousinen wie die Giulia prägten in den 1960er- und 1970er-Jahren den Ruf Alfa Romeos als Hersteller von hochwertigen Sportfahrzeugen für die Mittelschicht. Die Serienausstattung mit Rundum-Scheibenbremsen, Fünfgang-Getriebe und vor allem dem Motor mit zwei obenliegenden Nockenwellen und der Mehrfach-Vergaseranlage setzten Maßstäbe, die von anderen Herstellern dieser Klasse (wie BMW) erst Jahre später übernommen wurden. Allerdings lag der Preis einer Giulia 1600 z. B. 1972 auch über dem eines vergleichbaren BMW 2002, und so blieb das Fahrzeug außerhalb Italiens einer überschaubaren Fangemeinde vorbehalten. Seit 1961 kooperierte Alfa Romeo mit der brasilianischen Fábrica Nacional de Motores, die 1968 vollständig übernommen wurde. Dort wurde später das Modell 2300 produziert, das zeitweise in Europa als Alfa Rio angeboten wurde. Der ab 1966 angebotene Spider wurde von Max Hoffman initiiert, der sich als Generalimporteur für die USA verpflichtete, die ersten fünfhundert Exemplare abzunehmen. Das sportliche Modell erlangte schnell Kultstatus. In den 1960er-Jahren kooperierte Alfa Romeo zwecks Patentaustausch mit Renault. In Deutschland wurden die Fahrzeuge durch das Händlernetz von NSU vertrieben, allerdings war die Bedingung von Alfa Romeo, dass günstige Motorräder nicht mehr in den Showrooms feilgeboten werden durften. Später wurde die eigene Alfa-Romeo-Vertriebsgesellschaft mbH in Frankfurt-Griesheim gegründet.
Ende 1971 wurde der Kompaktwagen Alfasud vorgestellt. Der Alfasud markiert auch einen technischen Wendepunkt für Alfa Romeo: Er war der erste Personenwagen dieses Herstellers mit Frontantrieb. Zeitgleich mit der Einführung des Alfasud griff Alfa Romeo auf die Erfahrung mit der Transaxle-Bauweise zurück und führte sie ab Frühjahr 1972 mit der Alfetta beginnend in der gesamten Mittelklasse ein. Ende der 1970er-Jahre brachte auch Porsche die Modelle 924 und 928 mit diesem Konzept heraus.
Als Staatsbetrieb musste sich Alfa Romeo immer wieder politischen Forderungen beugen. Für den Alfasud wurde eigens ein Werk im Süden Italiens, in Pomigliano d’Arco bei Neapel, errichtet. Bis dahin befanden sich alle Werke in Norditalien. Zweck war einzig die Bekämpfung der dortigen Arbeitslosigkeit. Die Fertigung in dem Werk hatte fatale wirtschaftliche Folgen für Alfa Romeo. Die Produktivität war gering, so dass bei jedem produzierten Auto umgerechnet etwa 1000 Mark draufgezahlt wurden. Ein Jahr nach dem Produktionsstart des Alfasud rutschte Alfa Romeo im Jahr 1973 in die Verlustzone. Insgesamt wurde das neue Werk in der strukturschwachen Region in 13 Jahren 700 Mal bestreikt, also durchschnittlich ein Streik pro Woche, eine Schließung war jedoch politisch nicht tragbar. Die Verarbeitungsqualität des Alfasud unterlag Schwankungen und erreichte nicht das Niveau des Herstellers. Als Reaktion auf das Debakel begann Alfa Romeo in dem Werk ab Sommer 1983 den Arna zu fertigen, bestehend aus der Karosserie des Nissan Cherry und der Antriebseinheit des Alfasud. Erst später unter Fiat-Regie gelang es, das Werk in Süditalien effizient und profitabel zu betreiben.
Seit Mitte der 1970er-Jahre polarisierte das Design von Alfa Romeos Großserienmodellen zunehmend. Ermanno Cressoni, der 1975 die Leitung des Centro Stile Alfa Romeo übernommen hatte, setzte mit seiner La Linea genannten Formsprache auf die Keilform und gebrochene Linien. Das erste Auto, das diesem Designkonzept folgte, war der 1977 vorgestellte Nuova Giulietta, der vielfach kritisiert wurde. Auch der kompakte Alfasud-Nachfolger Alfa 33 sowie der Alfa 75, der den Giulietta ablöste, setzten La Linea um. Mit der Einführung des Modells 33 im Jahr 1983 und der 1988 vollzogenen Umbenennung des Kombis in „Sportwagon“ (später auch für 156 und 159 verwendet) gilt Alfa Romeo als Begründerin des Trends zu sportlichen „Lifestyle-Kombis“, der das Image des Kombis als behäbiger „Lastesel“ nachhaltig ablösen sollte.
Wie nahezu alle Fahrzeughersteller wurde Alfa Romeo zusätzlich durch die Ölkrise getroffen, eine Reaktion war das Angebot von Diesel-Fahrzeugen ab 1978. 1986 waren die Werke von Alfa Romeo nur noch zu weniger als der Hälfte ausgelastet.

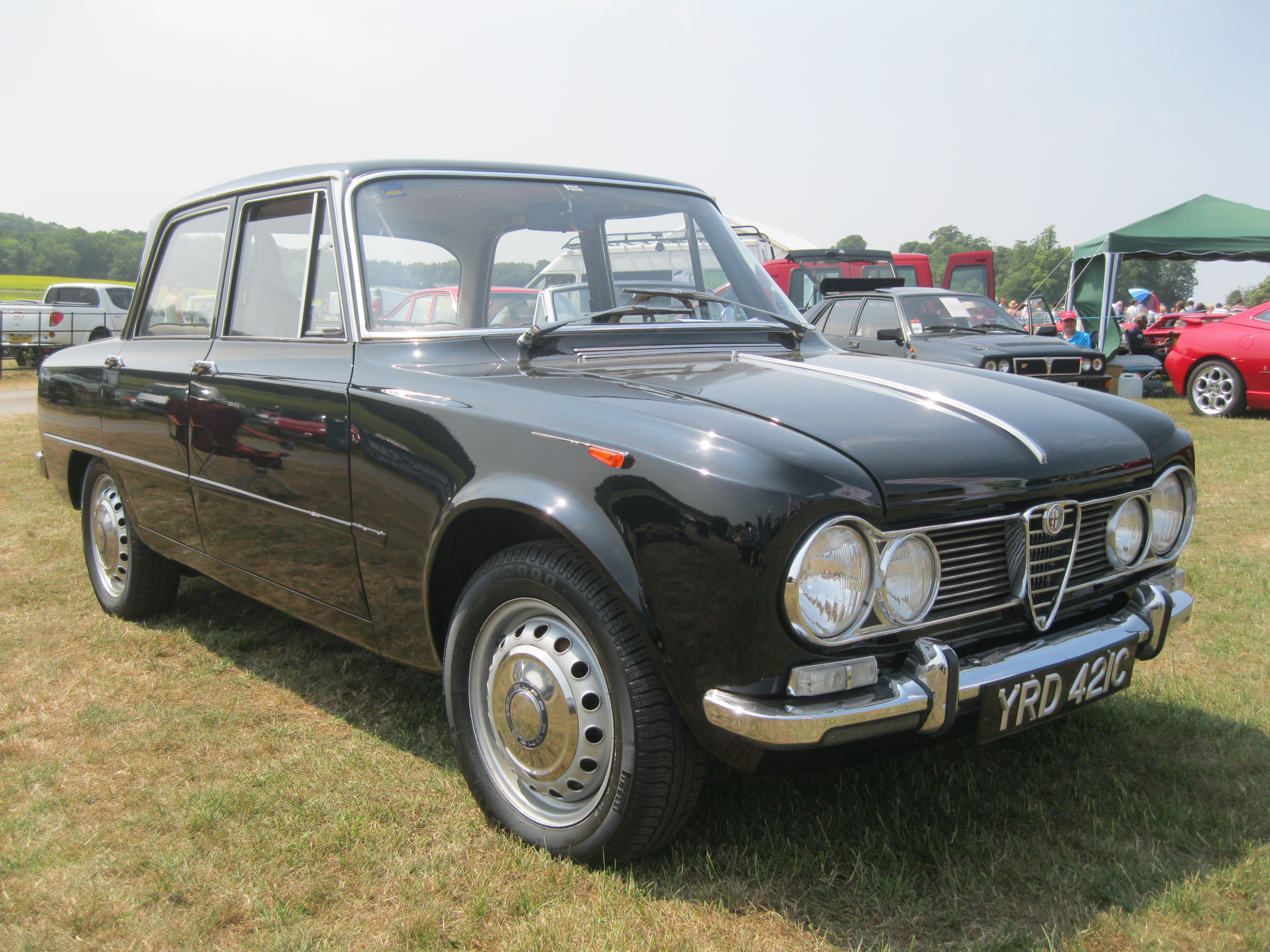
Alfa Romeo Giulia (1962–1978)
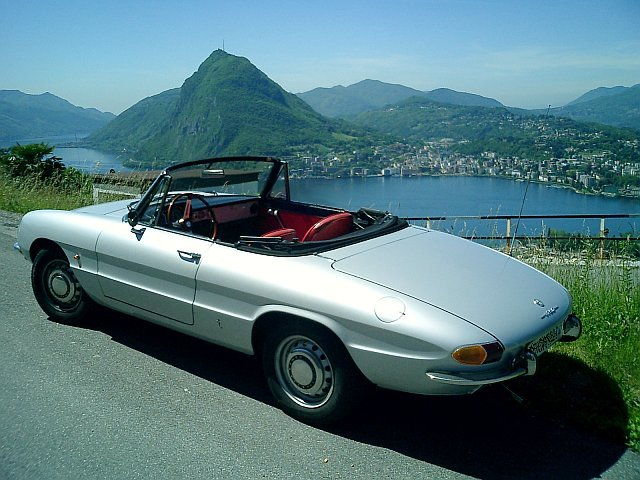
Alfa Romeo Spider (1966–1969)
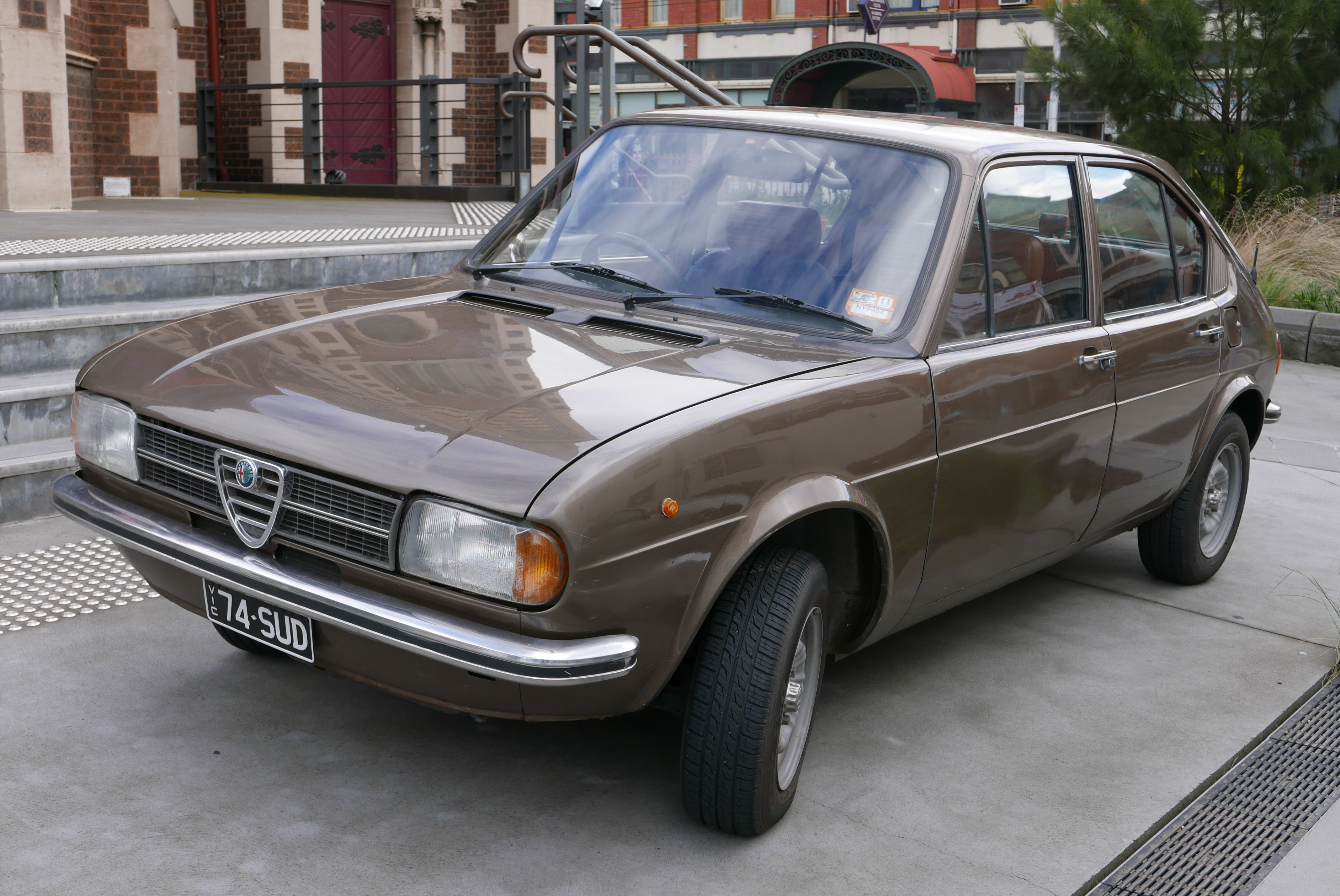
Alfa Romeo Alfasud (1972–1983)

#### Die Fiat-Ära (seit 1986)
In den 1980er-Jahren beschloss der italienische Staat eine Privatisierung seiner 600 Industriebeteiligungen, die bis dahin unter der staatlichen Holding IRI zusammengefasst waren. Romano Prodi (von der IRI) und Fabiano Fabiano (von der Tochtergesellschaft Finmeccanica) waren sich einig, dass Alfa Romeo nicht mehr als Einzelunternehmen hätte überleben können und boten es Auto-Konzernen zum Kauf an, es bewarben sich Ford und Fiat. Im November 1986 wurde die Veräußerung an den Fiat-Konzern verkündet, der sich vor Alfa Romeo zunächst Lancia einverleibte und die Gesellschaft dann in Alfa-Lancia Industriale S.p.A. umbenannte, die dann formell von der Fiat Auto S.p.A. übernommen wurde.
Die Übernahme durch Fiat bedeutete eine Übernahme von Know-how aus dem Konzern und eine Steigerung der Qualität. Viele Alfisti betrachten jedoch den Alfa 75 (Mitte 1985 zum 75-jährigen Unternehmensjubiläum erschienen) als „letzten echten Alfa Romeo“, tatsächlich war auch schon der Staatskonzern auf Kooperationen angewiesen, so war bereits der im Herbst 1987 erschienene 164 fertig geplant, bevor Fiat Alfa Romeo übernahm. Der 164 war der erste große Alfa Romeo (aus der Produktion „Nord“) mit Vorderradantrieb, seine Plattform wurde gemeinsam mit Fiat (Croma), Lancia (Thema) und Saab (9000) entwickelt. Sinnbild der konzerninternen Zusammenarbeit war das Anfang 1992 präsentierte Modell 155, das zwar über die klassischen Vierzylinder-Alfa-Romeo-Motoren mit zwei obenliegenden Nockenwellen und jetzt mit TwinSpark verfügte, aber vom Exterior-Design mit dem Fiat Tempra verwandt war. 1993 zog sich Alfa Romeo aus den USA zurück.

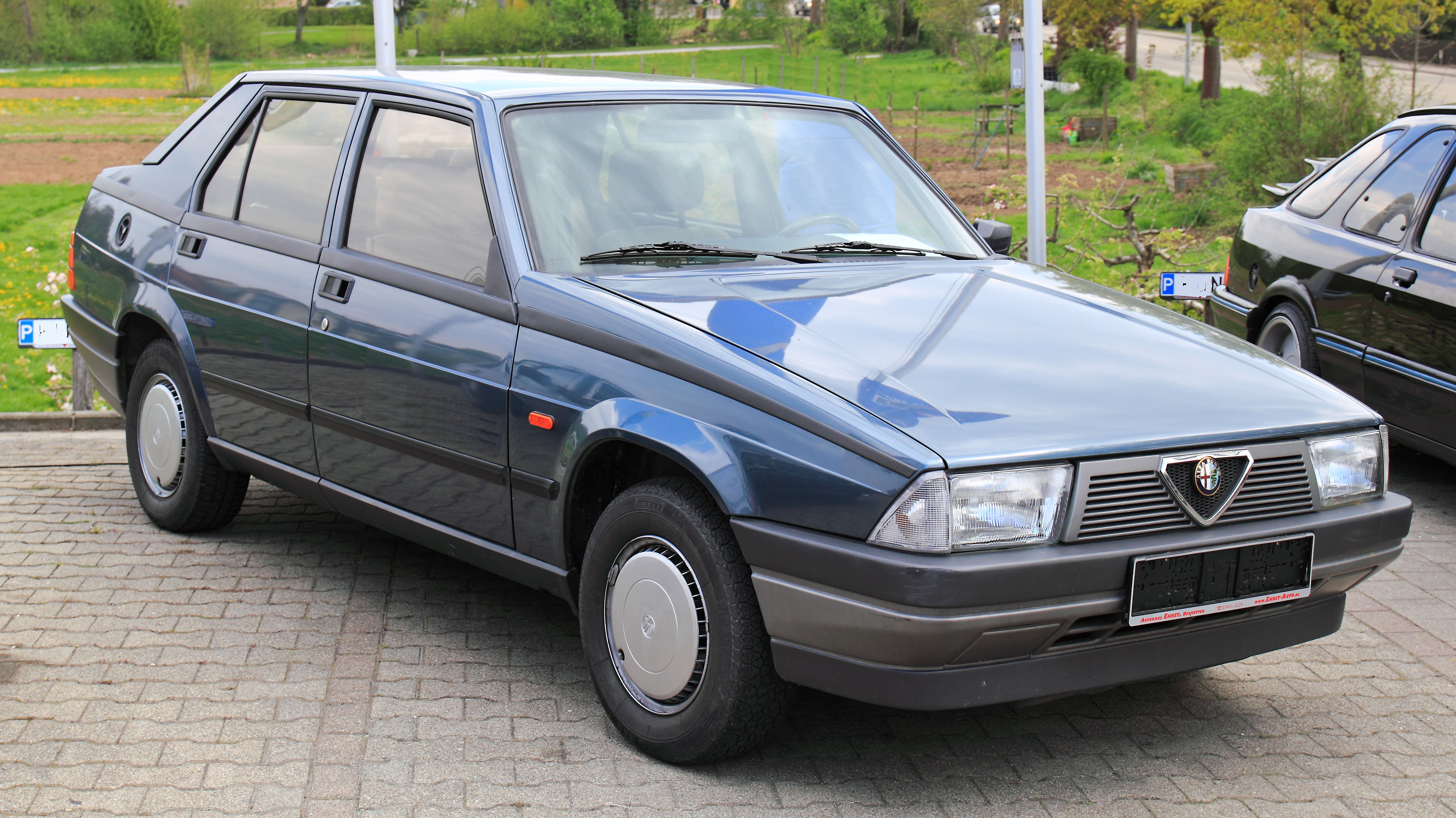
Alfa Romeo 75 (1985–1992)
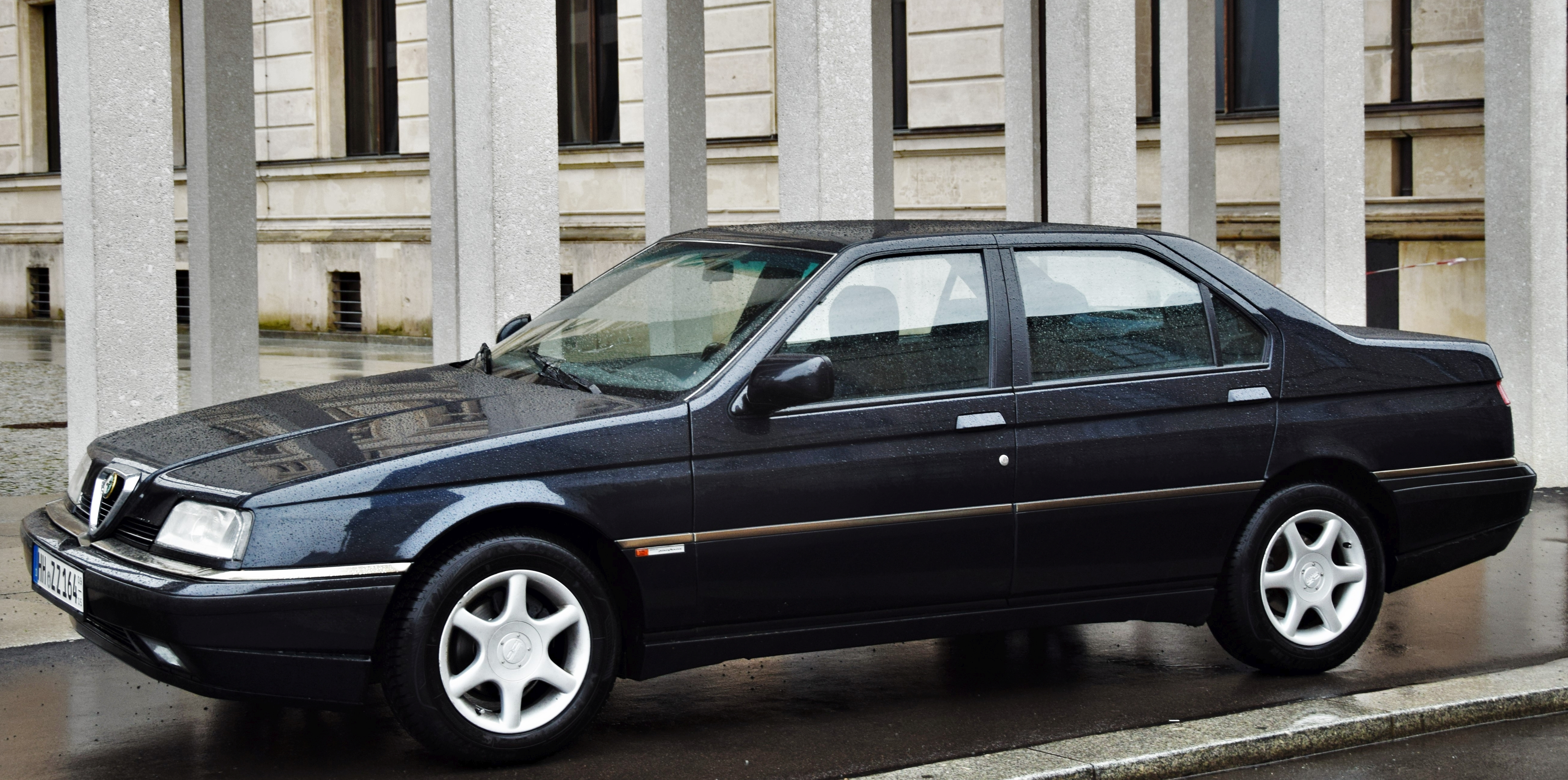
Alfa Romeo 164 (1987–1997)
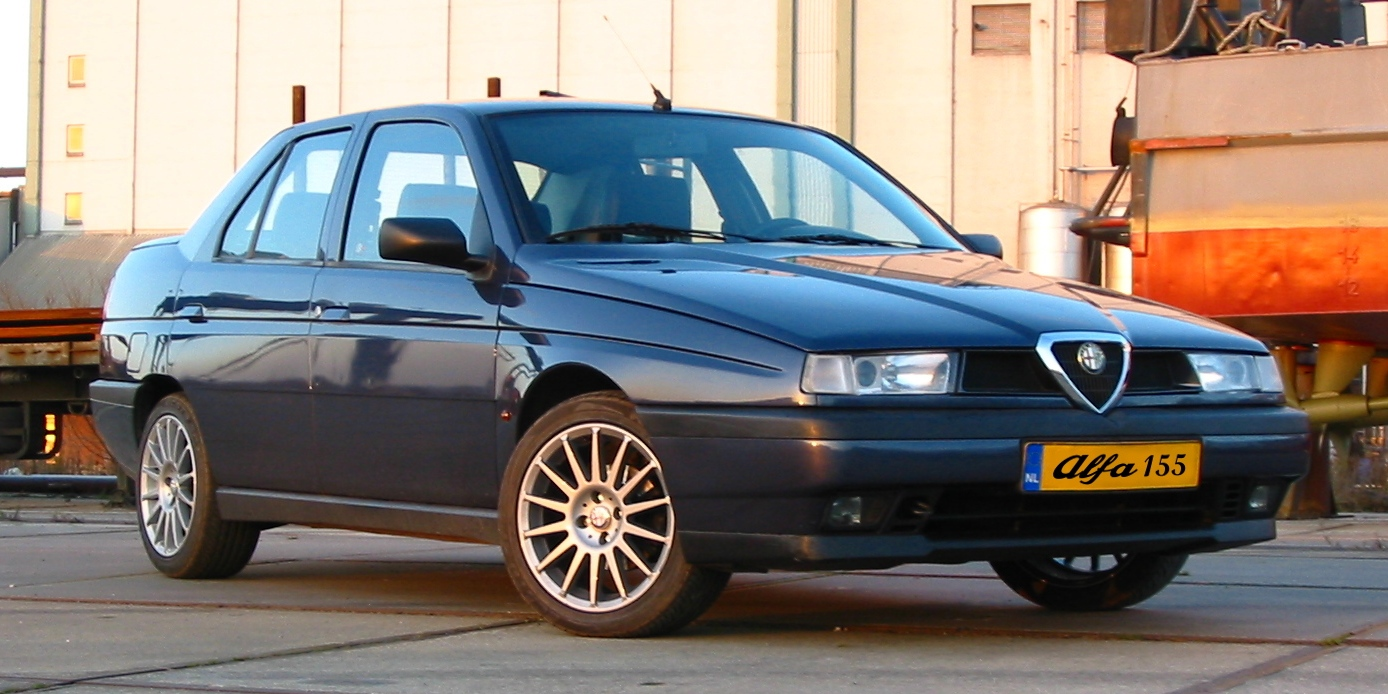
Alfa Romeo 155 (1992–1998)
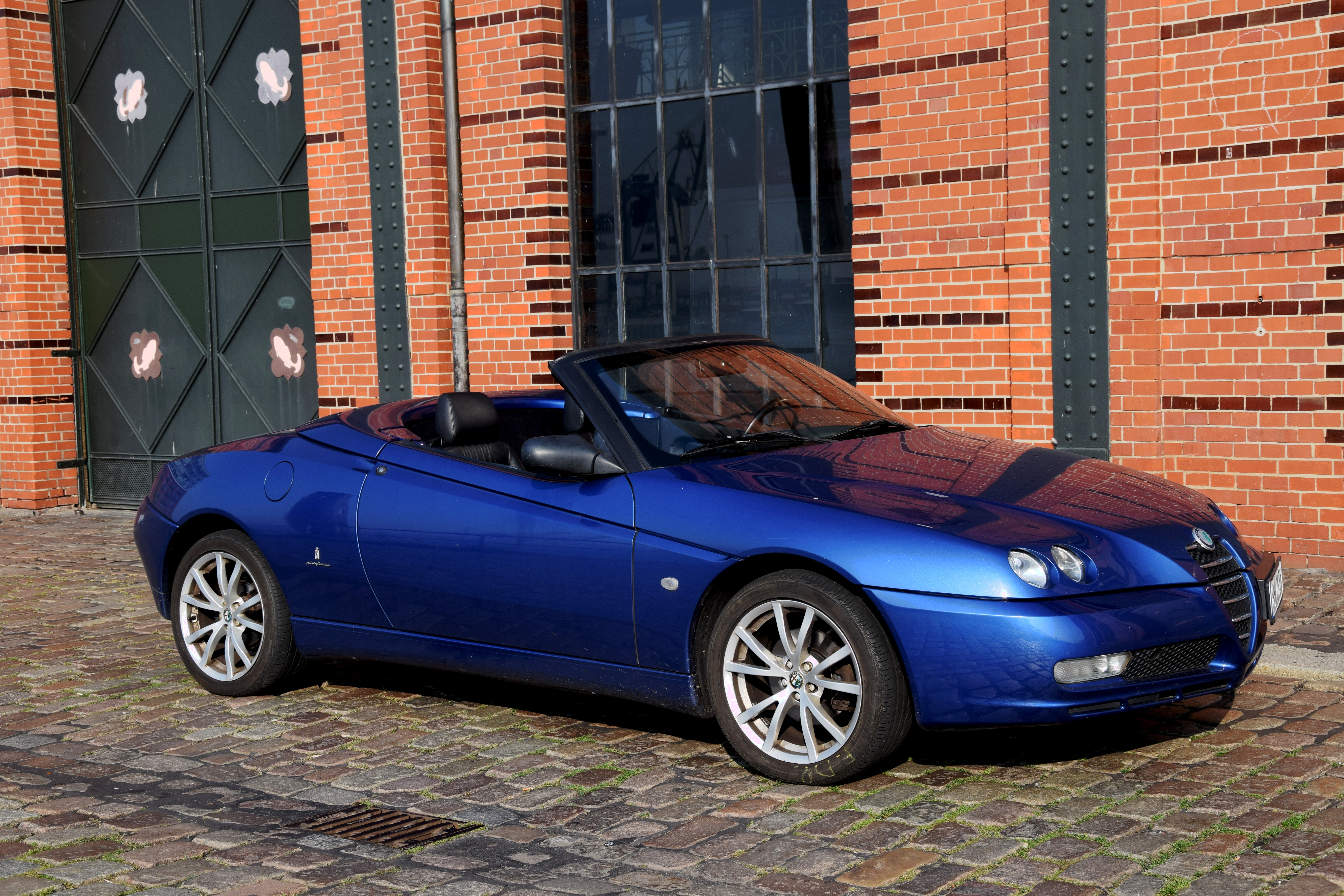
Alfa Romeo Spider 916 (1994–2005)

Bei den im Sommer 1994 präsentierten Alfa-33-Nachfolgern 145 und 146 verschwanden Ende 1996 die bereits aus dem Alfasud bekannten Boxermotoren, und man setzte nun auf die Reihen-Vierzylinder-Motoren sowie für die 2.0-l-16V-Aggregate auf Fiat-Motoren. Die seit dem Alfa 6 (1979–1986) in verschiedenen Hubraumversionen (2,5, 3,0 und 3,2 l) gebauten V6-Motoren wurden im April 2005 weitgehend durch neue, zusammen mit GM entwickelte V6-Direkteinspritzer ersetzt.
Im Herbst 1997 wurde mit dem Alfa 156 eine neue Designlinie eingeführt, welche dezente Anleihen an der Markengeschichte nahm, aber auch das Fahrzeugdesign im Allgemeinen prägte. Die hohe Gürtellinie, der Coupé-Charakter der Limousinen, Aluminiumtürgriffe vorne und verborgene hinten und die martialische Front sind Elemente, die bis heute an Modellen vieler Hersteller zu finden sind. Die Innovationen gingen auf eine junge Generation von eigenen Designern zurück, darunter Walter de Silva und Andreas Zapatinas. Der Kombi des 156 (traditionell als SPORT WAGON bezeichnet) hatte als erster ein abfallendes Heck, was dem Wagen ebenfalls eine elegante Coupé-Linie verlieh, ein Merkmal, das heute alle sogenannten Lifestyle-Kombis prägt. Im 156 kam weltweit erstmals ein Common-Rail-Turbodieselmotor in einem Serienfahrzeug zum Einsatz.
Der Fiat-Konzern, zu dem Alfa Romeo gehört, rutschte 2001 in die Verlustzone und verlor innerhalb kurzer Zeit drei Viertel an Wert. Die Verwaltung von Alfa Romeo wurde nach Turin verlegt, dem Sitz von Fiat. 2003 wurde die Produktion im Werk Arese eingestellt, das Centro Stile Alfa Romeo blieb dort noch bis 2009 und wurde dann ebenfalls nach Turin verlegt, wo es seither als Abteilung der sog. Officina 83, dem übergeordneten Designzentrum der Fiat Group, operiert.
Aus der Kooperation der Konzernmutter mit General Motors nutzte Alfa Romeo die neue GM/Fiat Premium Plattform, auf welcher ab Sommer 2005 der Mittelklassewagen 159, das Coupé Brera und der Spider entstanden. Diese entsprachen nicht den Erwartungen der europäisch orientierten Zielgruppe der Marke.

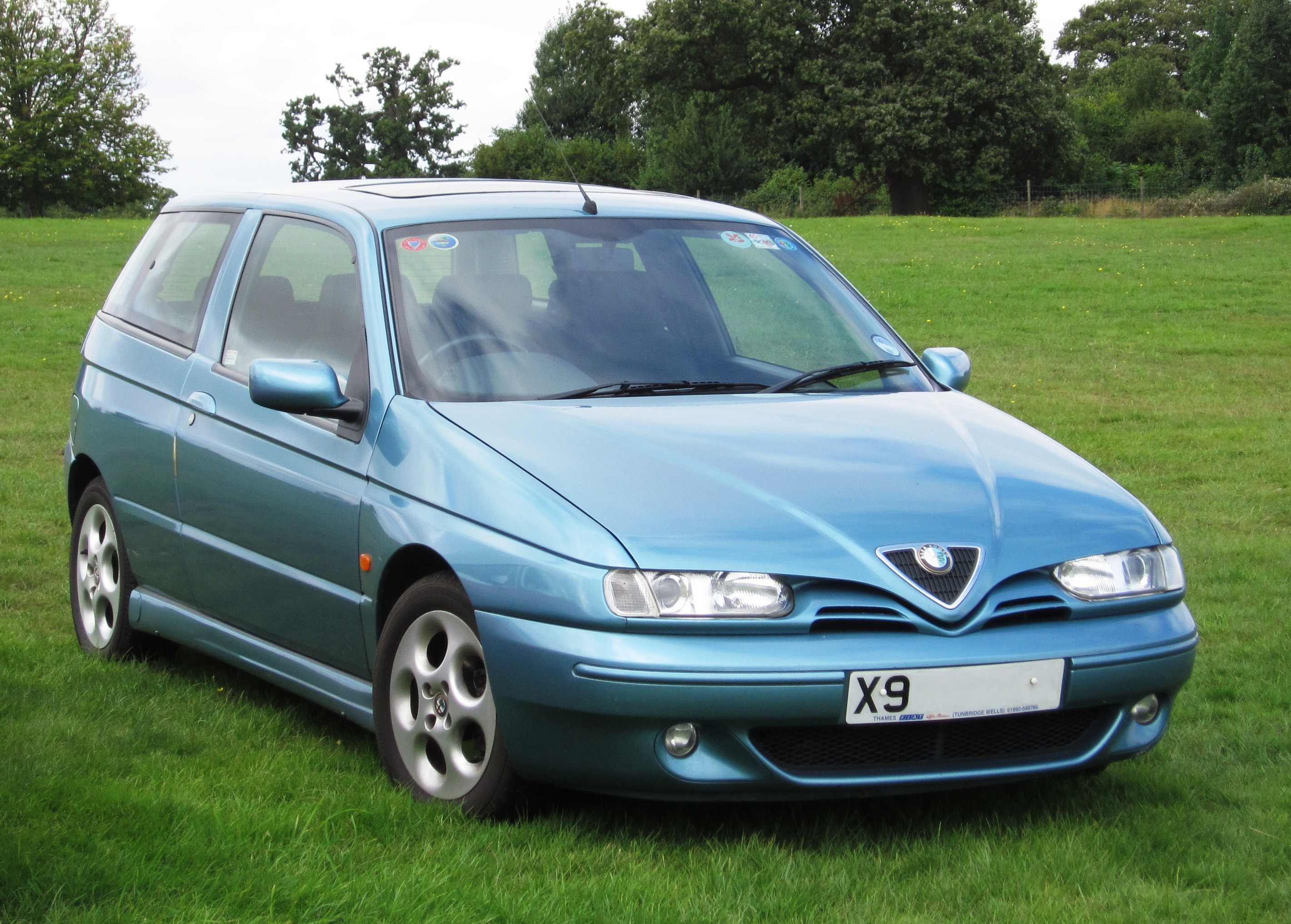
Alfa Romeo 145 (1994–2001)
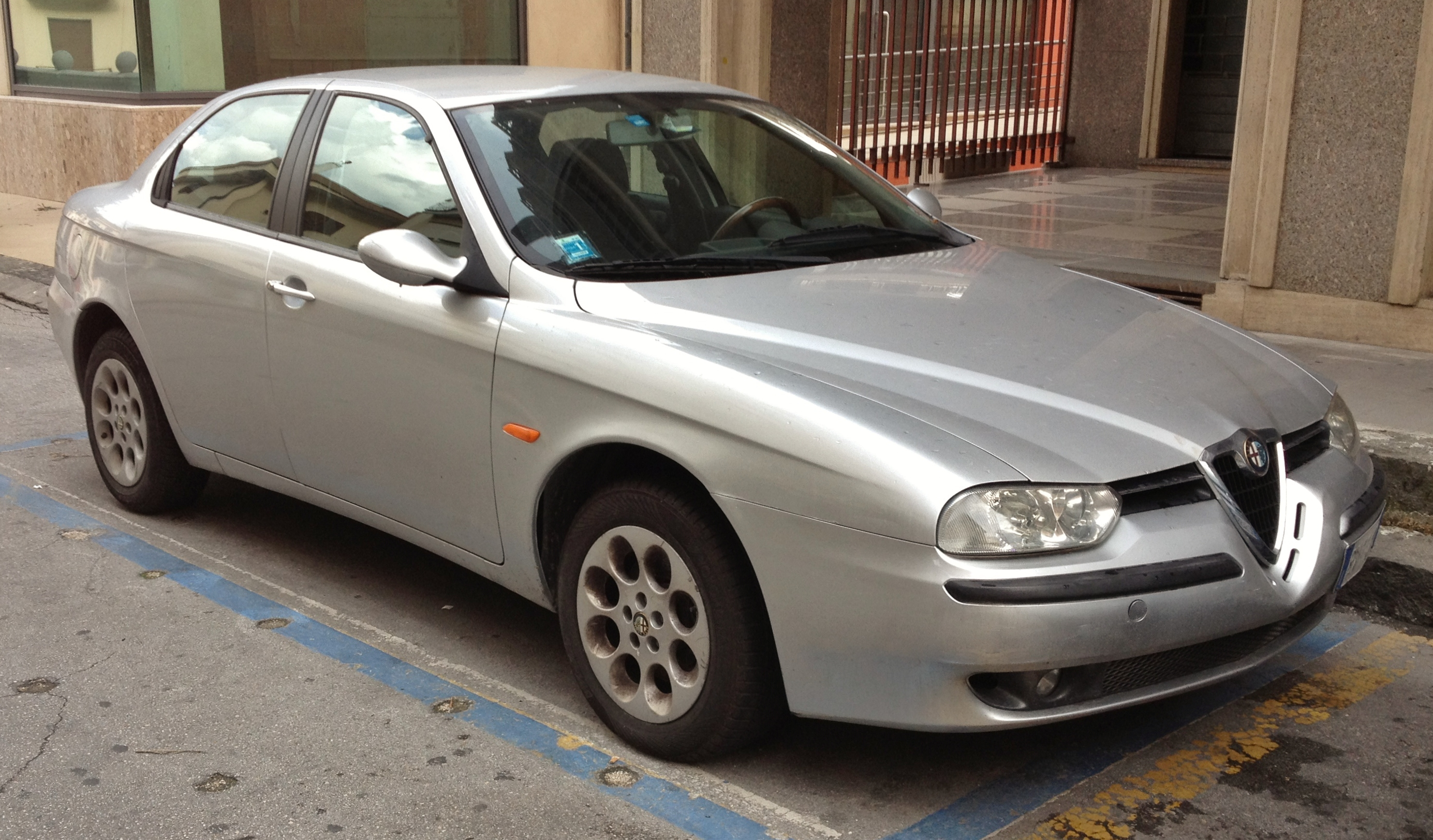
Alfa Romeo 156 (1997–2005)
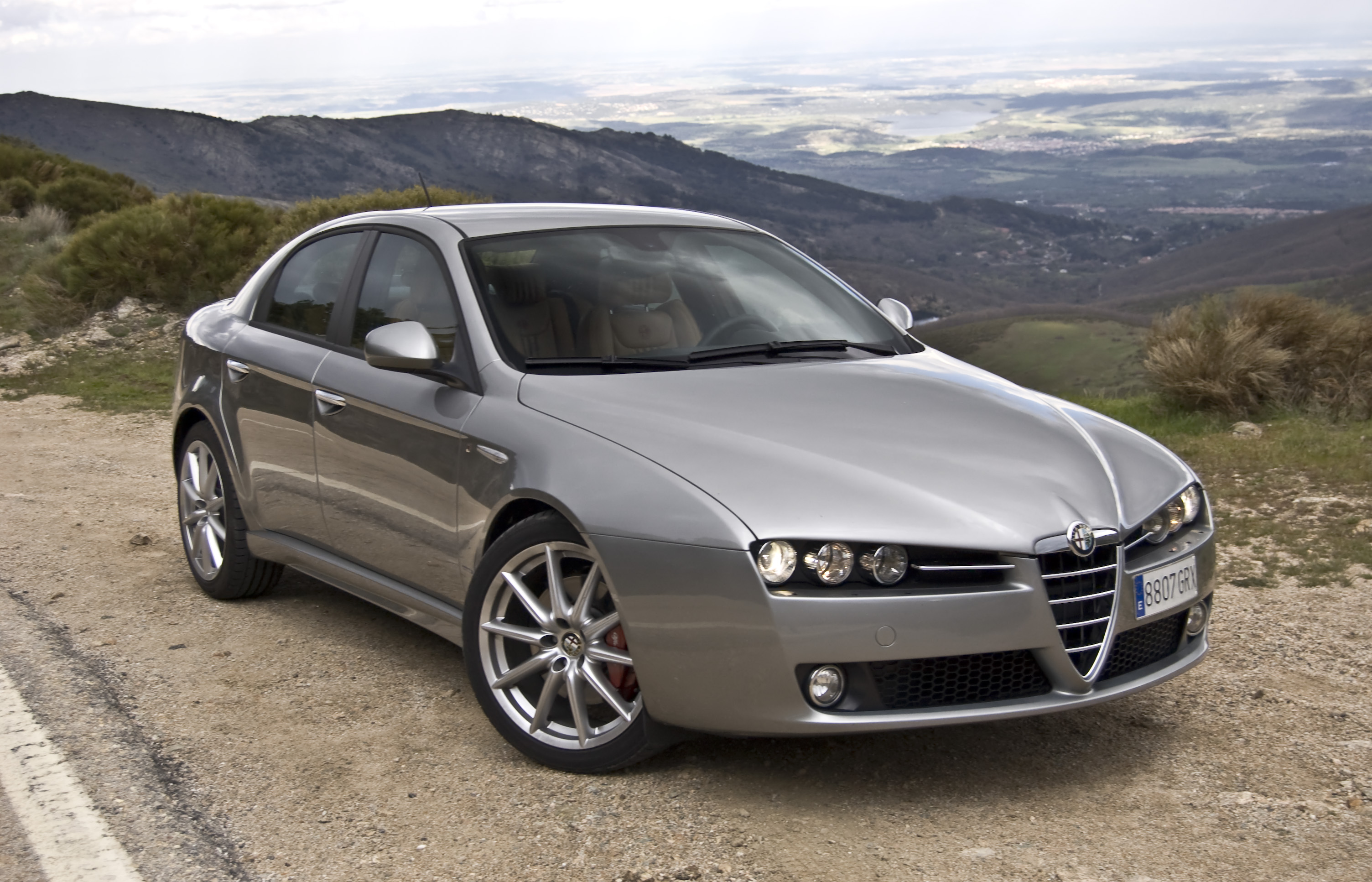
Alfa Romeo 159 (2005–2011)
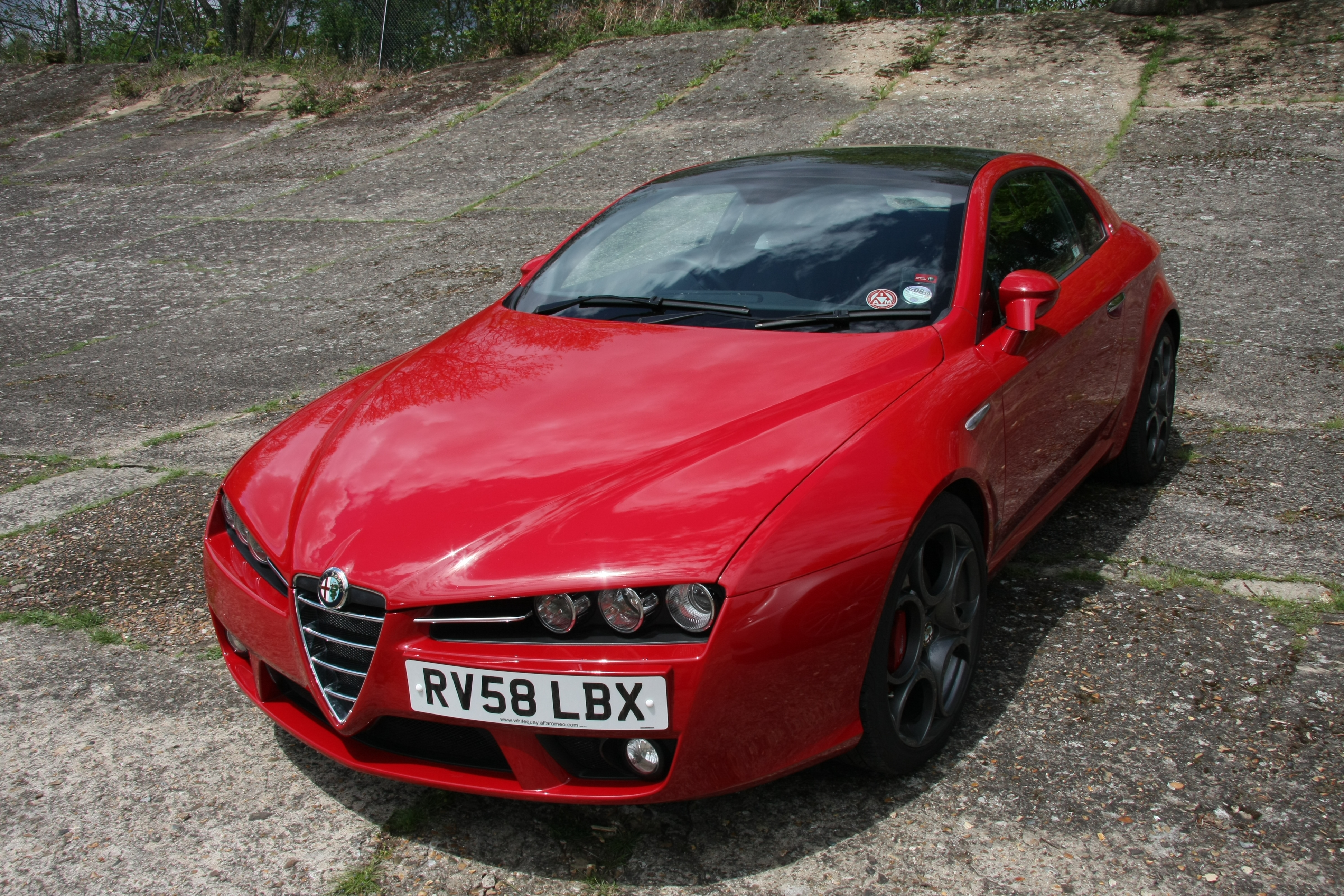
Alfa Romeo Brera (2005–2010)
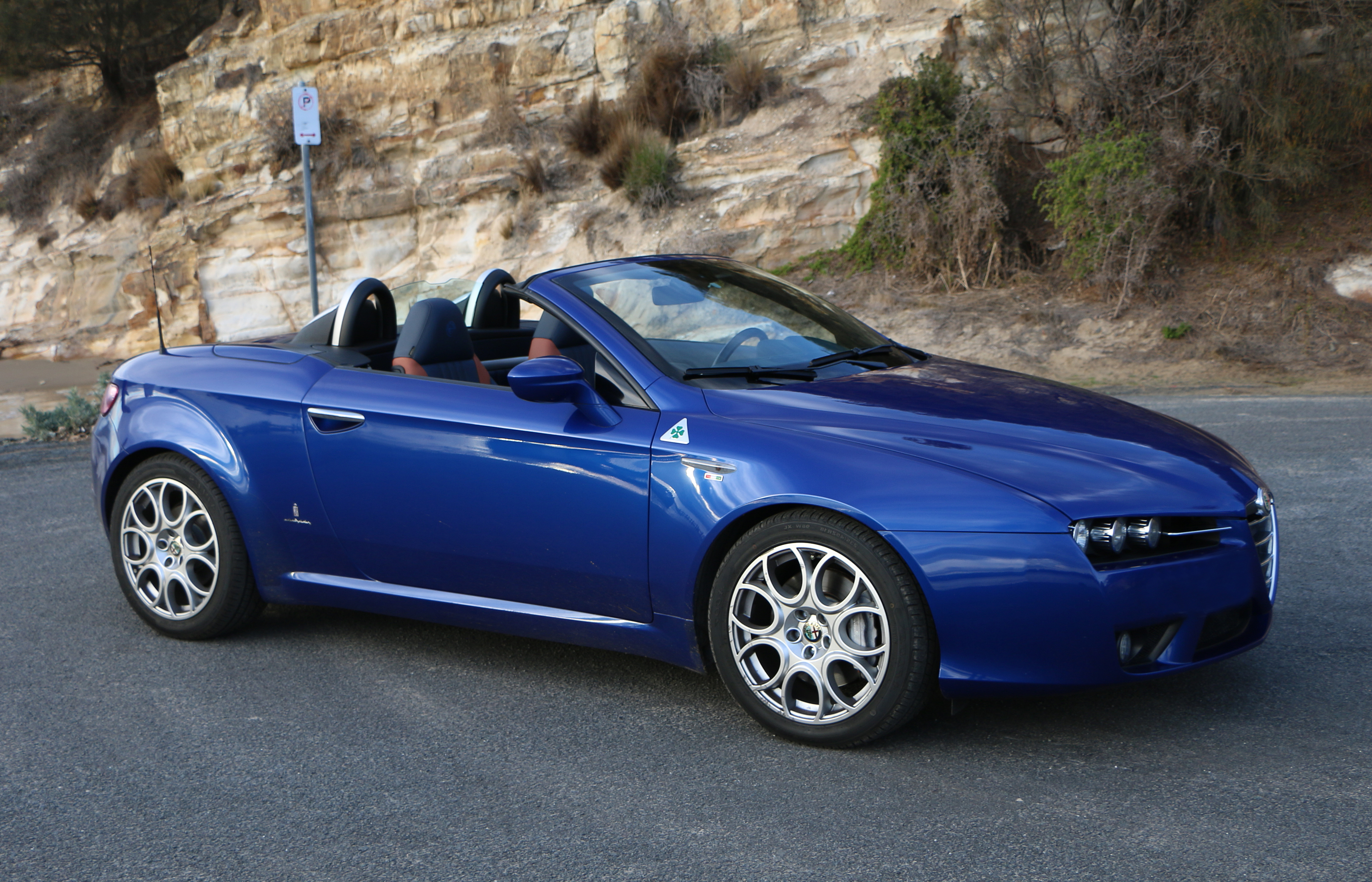
Alfa Romeo Spider (2006–2010)

#### Straffung der Modellpalette und Neuausrichtung
Seit 2007 ist Alfa Romeo wieder eine Aktiengesellschaft. Unter der Führung von Sergio Marchionne, seit 2004 CEO des Fiat-Konzerns, wurde das Portfolio der Marke ab Mitte 2010 erheblich reduziert. Die Fertigung von Alfa GT, 159 (inkl. Sportwagon), Brera und Spider wurde eingestellt und der Lagerbestand abverkauft. Der Verkauf brach auf 68.000 verkaufte Einheiten 2014 ein. Gleichzeitig wurde die Schwestermarke und einstige Konkurrentin Lancia bis auf den Ypsilon vom Markt genommen.
Mit dem in begrenzter Stückzahl gebauten Sportwagen Alfa Romeo 8C Competizione kehrte die Marke in die USA und nach Kanada zurück.
Die Strategie von Alfa Romeo im Konzern war nicht klar erkennbar, so wurde angekündigt, die Marke wieder global auszurichten und im Premiumsegment zu etablieren. Zum 105. Jubiläum der Firma am 24. Juni 2015 wurde ein modernisiertes Logo präsentiert. Gleichzeitig stellte Alfa Romeo der Presse die neue Giulia vor, die dann im Mai 2016 eingeführt wurde. Bis 2018 sollten sieben weitere Modelle folgen und die Verkäufe erheblich gesteigert werden, dazu kam es aber nicht. Außer der neuen Giulia wurde nur Alfa Romeos erstes SUV, der Stelvio, eingeführt, die kleineren Modelle MiTo und Giulietta wurden dagegen ohne Nachfolger aufgegeben.

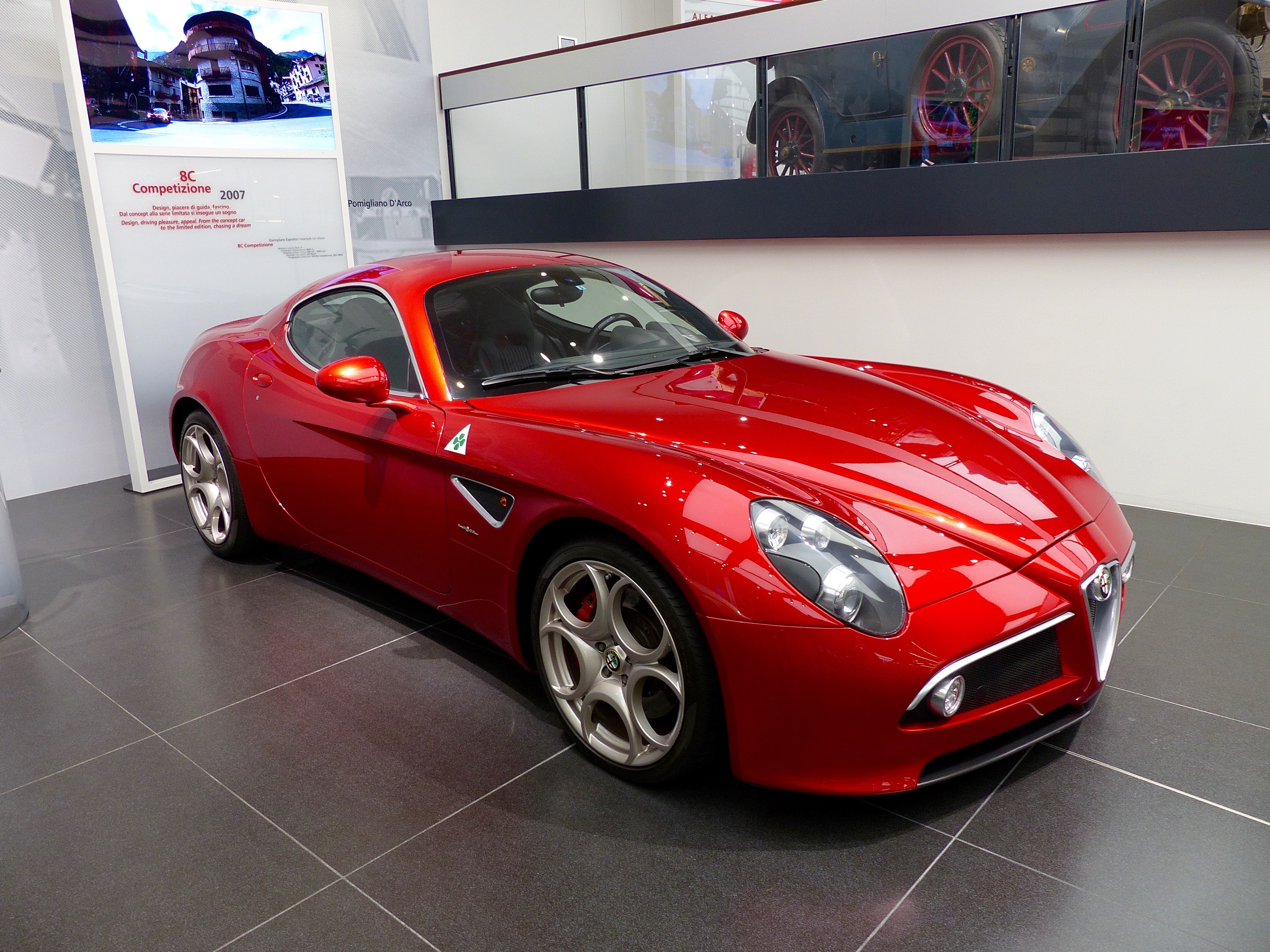
Alfa Romeo 8C Competizione (2007–2010)
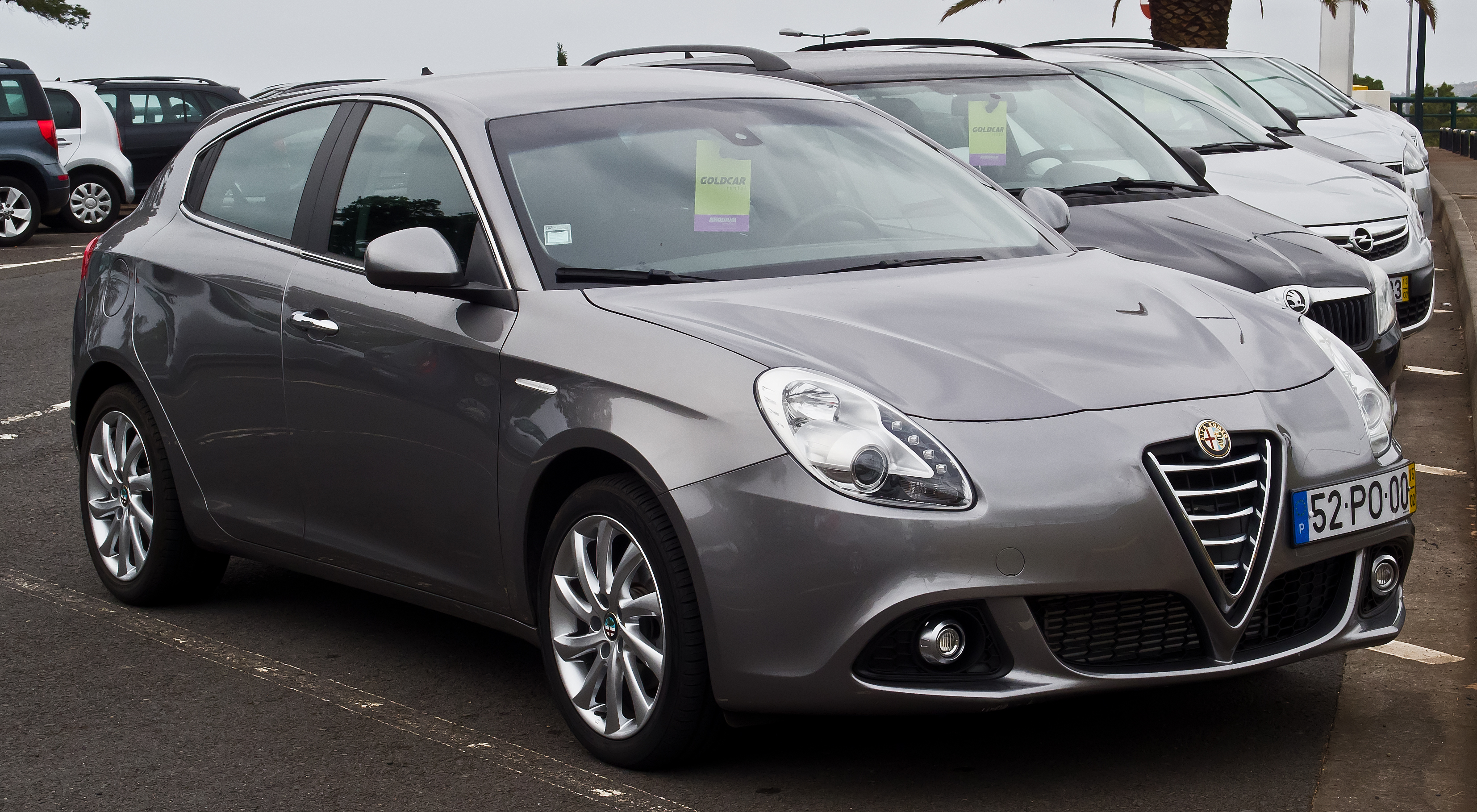
Alfa Romeo Giulietta (2010–2020)
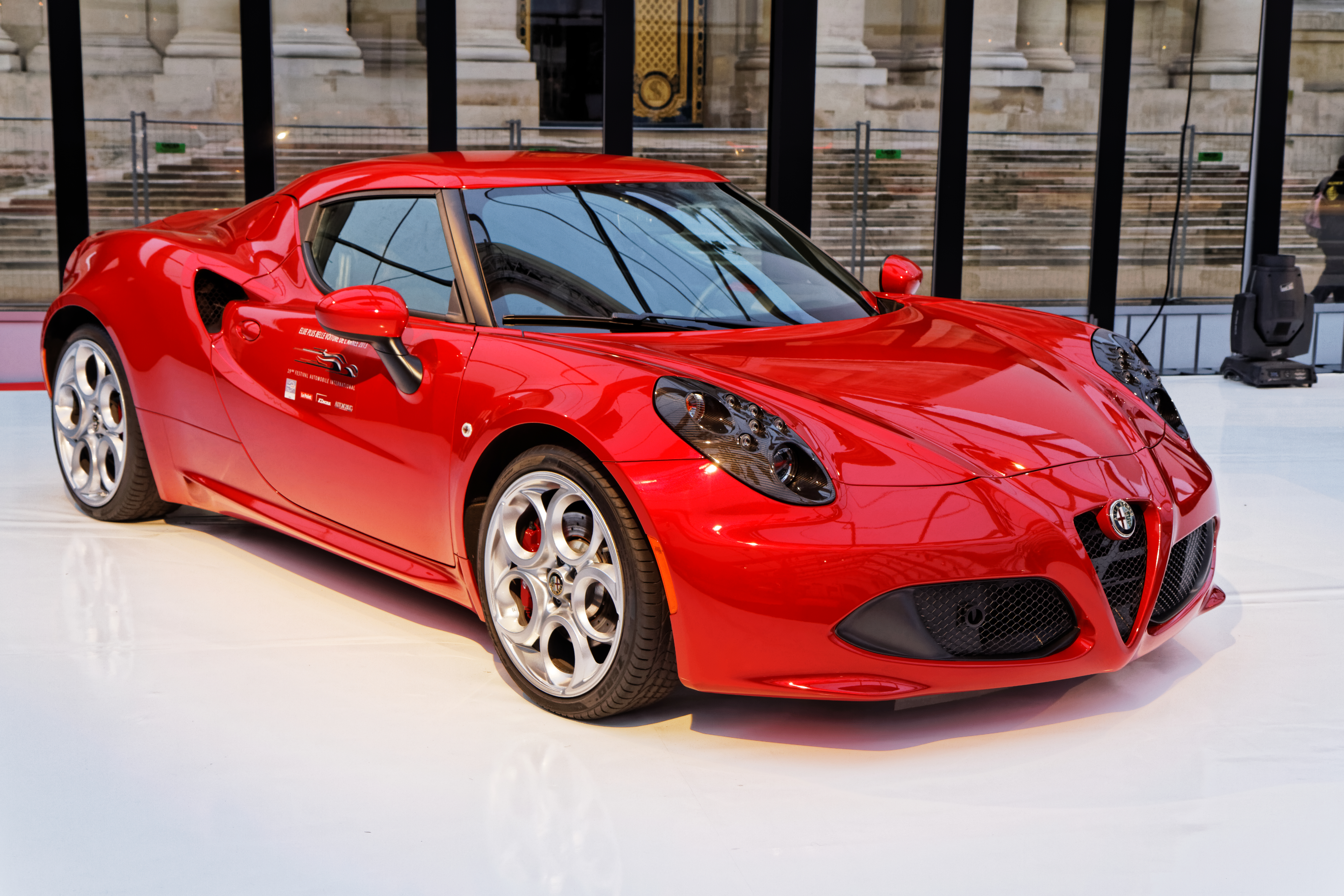
Alfa Romeo 4C (2013–2019)

Die aktuelle Modellpalette (Stand: November 2024) besteht aus dem Mittelklasse-Pkw Giulia, dem Sportwagen 33 Stradale und den SUV Junior, Tonale und Stelvio.

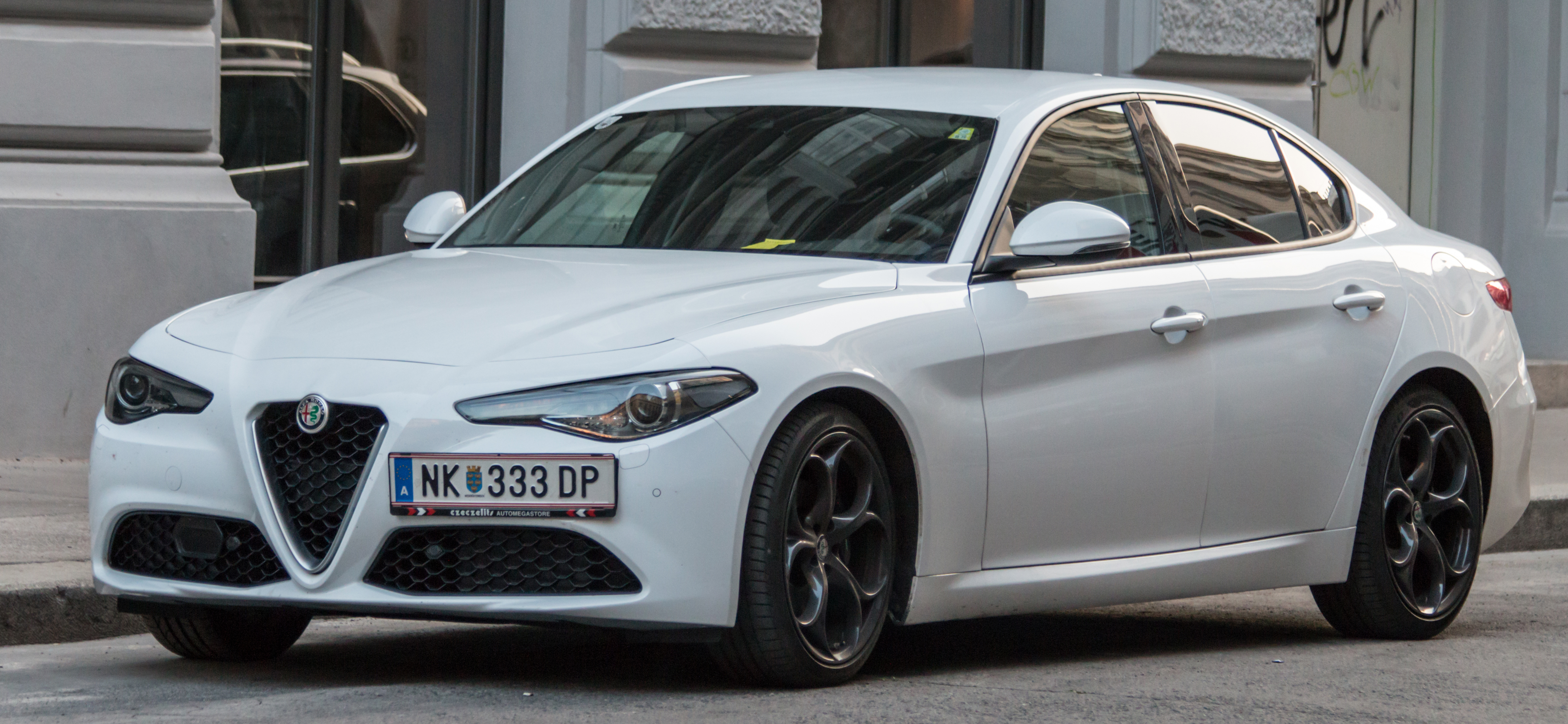
Alfa Romeo Giulia (seit 2016)
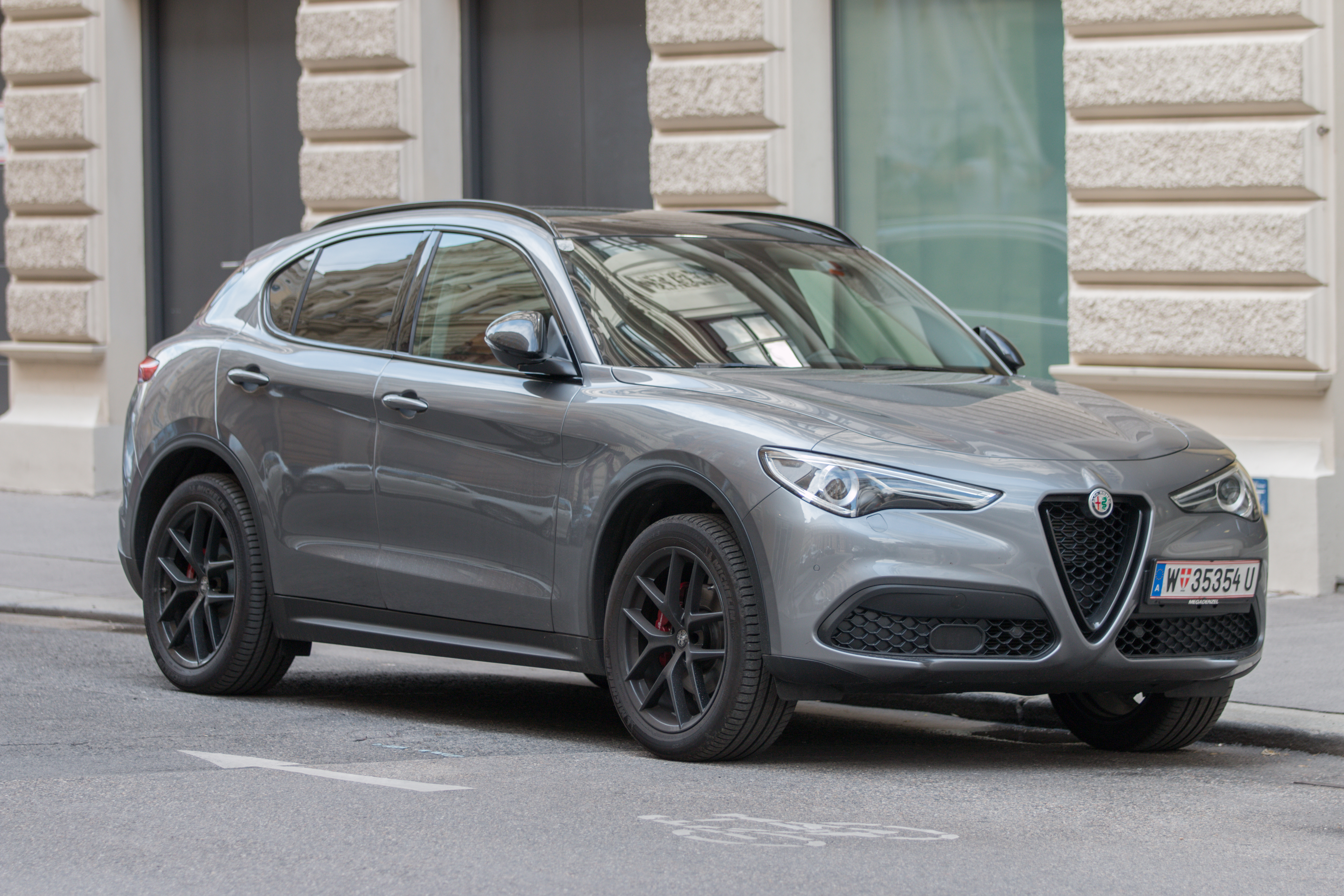
Alfa Romeo Stelvio (seit 2017)
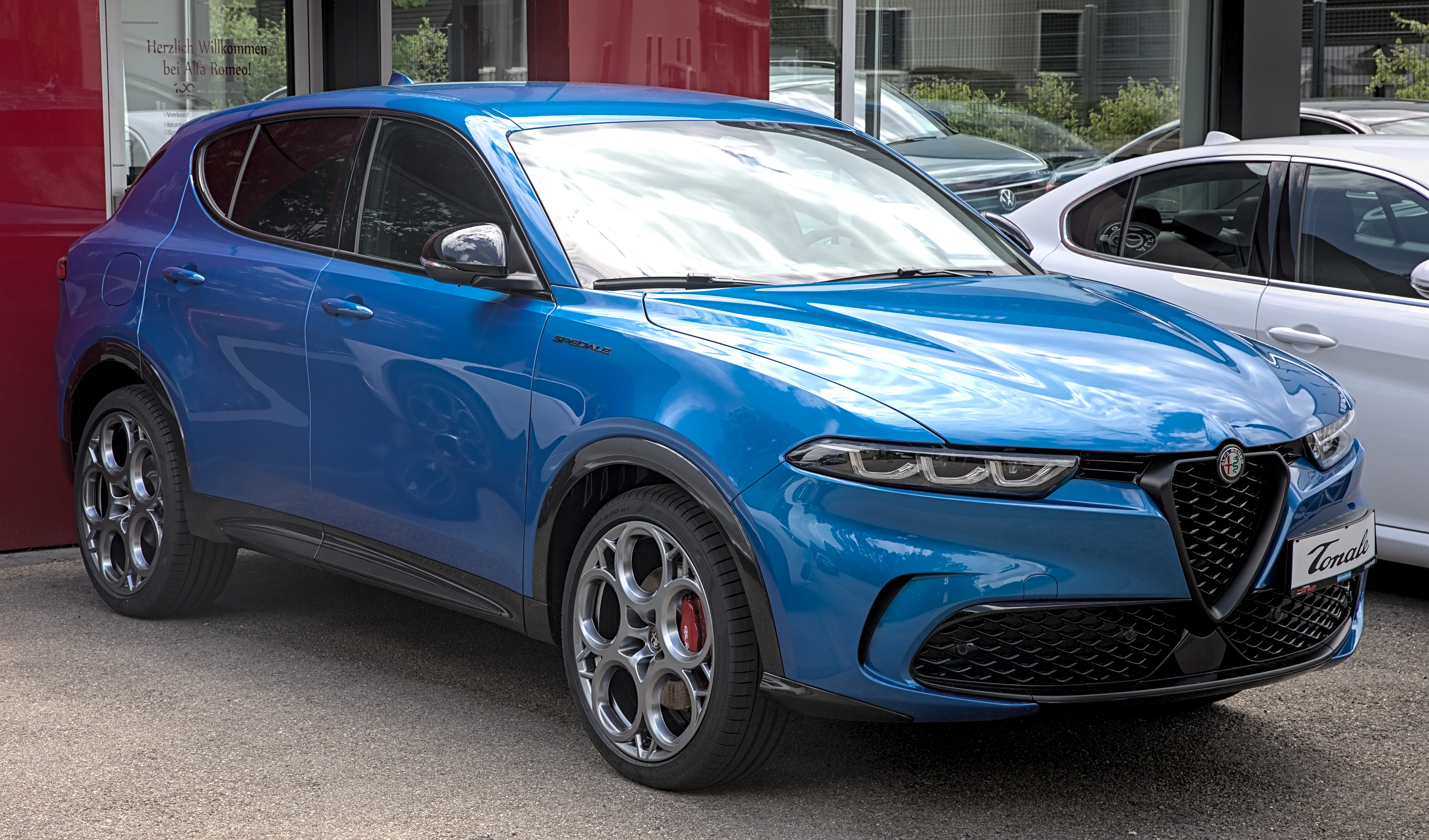
Alfa Romeo Tonale (seit 2022)
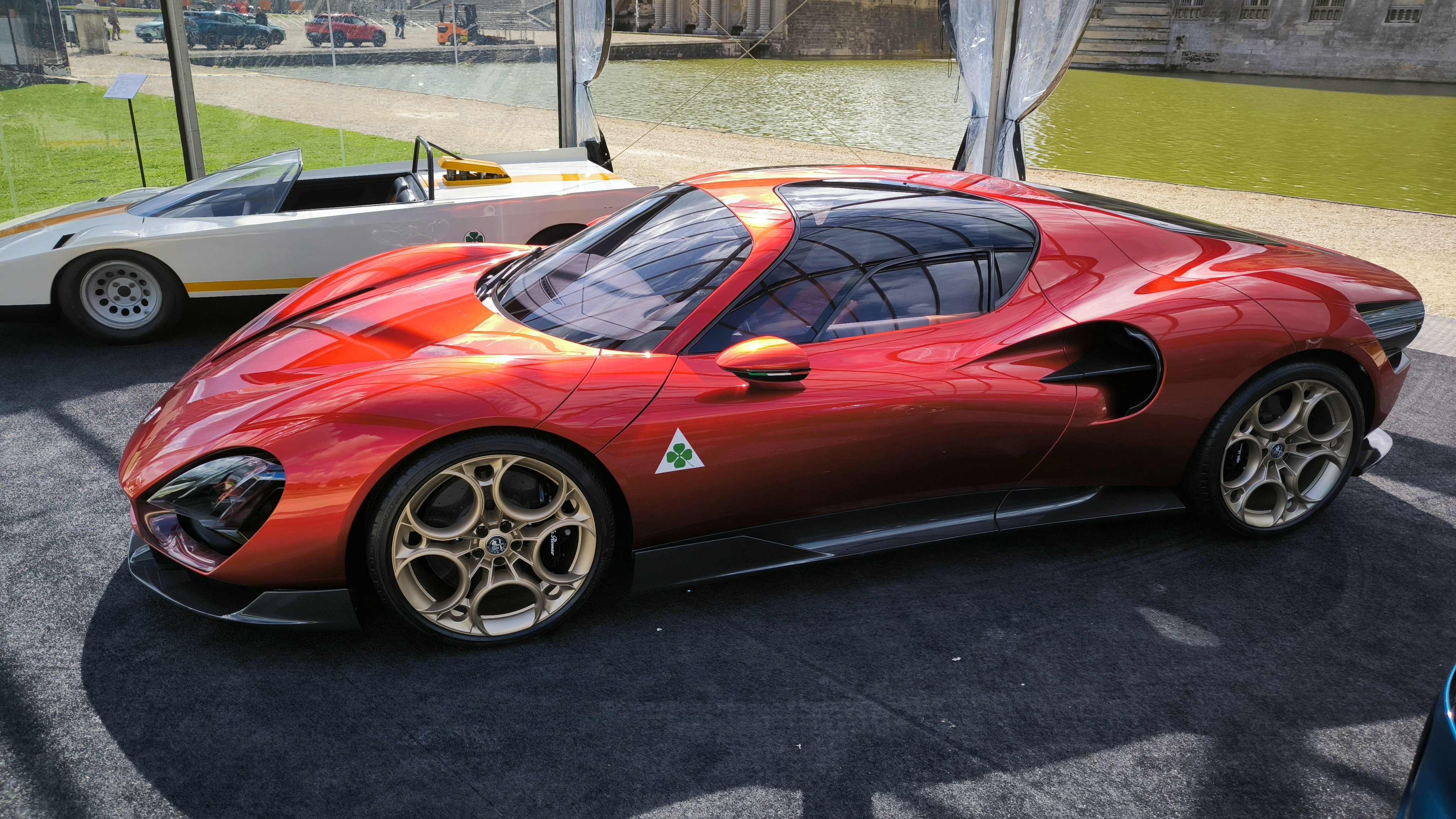
Alfa Romeo 33 Stradale (seit 2024)
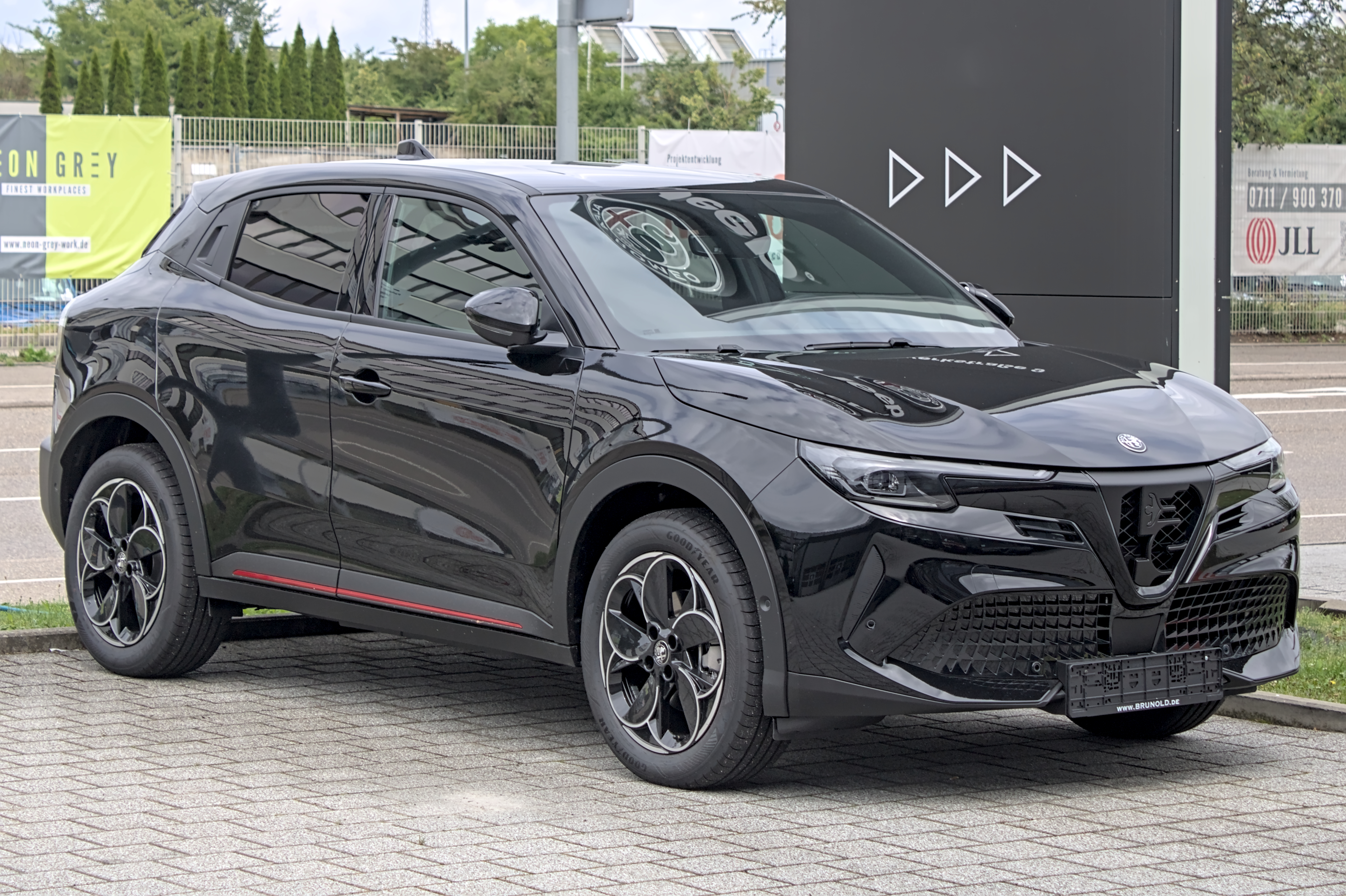
Alfa Romeo Junior (seit 2024)

### Lkw, Busse, Flugmotoren

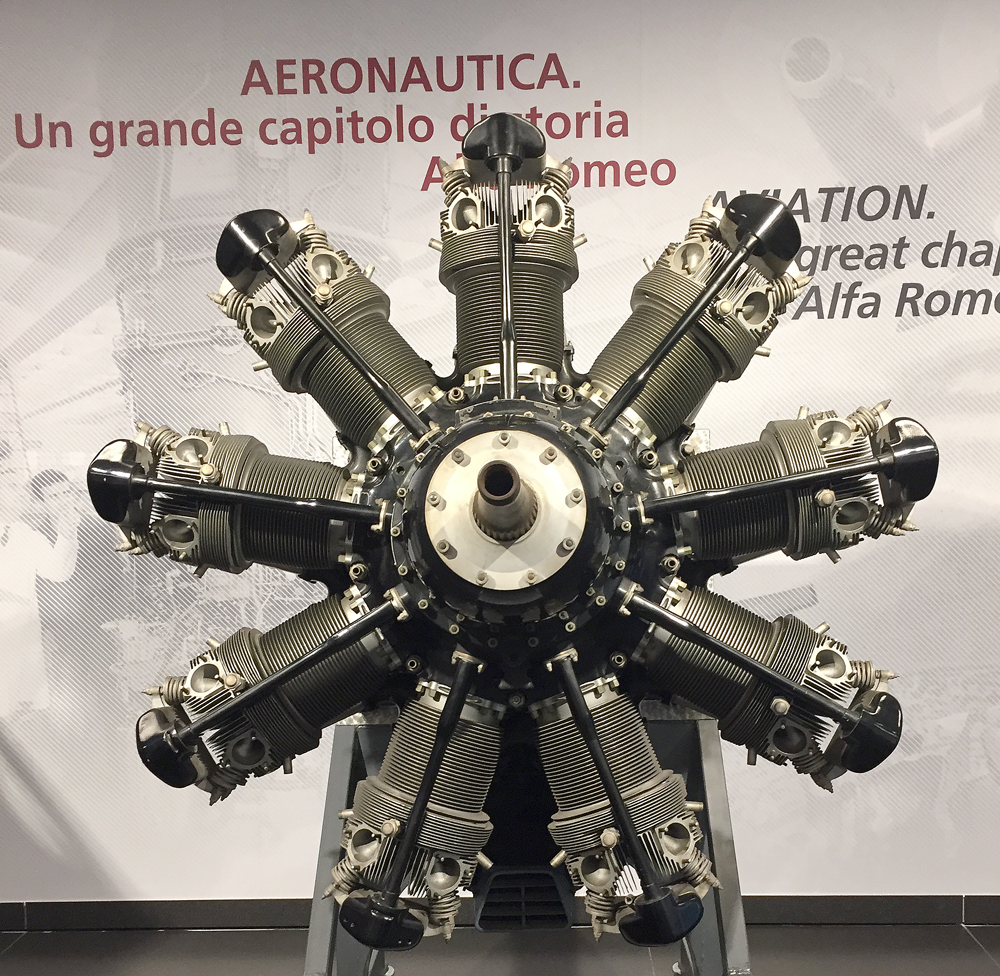
Flugmotor Alfa Romeo 128 RC.21 von 1939

Im Jahr 1930 stellte Alfa Romeo einen leichten Lastkraftwagen (Lkw) vor, wandte sich aber auch dem Bau schwerer Lkw auf Basis von Büssing-Konstruktionen zu. Im Zweiten Weltkrieg baute Alfa Romeo vor allem Lastkraftwagen für die italienische Armee und später auch für die deutsche Wehrmacht.
Die Produktion von Nutzfahrzeugen wurde nach dem Krieg weitergeführt, auch wenn die Verkaufszahlen im Vergleich zur Konkurrenz nie sehr hoch waren. In Zusammenarbeit mit Fiat und Saviem wurden seit den 1960er-Jahren verschiedene leichte Lkw-Modelle entwickelt. Die Produktion schwerer Lkw wurde 1967 beendet. In Brasilien wurden die schweren Lkw noch bis 1988 unter dem Markennamen FNM gebaut. FNM ging dann in der Iveco-Gruppe des Fiat-Konzerns auf. Bis in die 1990er-Jahre wurden die Kleintransporter Fiat Ducato und Iveco Daily auch unter dem Markennamen Alfa Romeo verkauft.
Ein weiteres Standbein des Unternehmens war die Produktion von Oberleitungsbussen. In vielen Städten Italiens und auch zum Teil weltweit fuhren Alfa-Romeo-Obusse, von denen bis etwa 1972 insgesamt drei neue Modellreihen erschienen. 1944 bestellten die Berliner Verkehrsbetriebe drei Alfa-Romeo-Obusse, der Folgeauftrag (1945–47) ging aus politischen Gründen jedoch an kriegsgeschädigte Berliner Firmen.
Außerdem baute das Unternehmen bereits während des Ersten Weltkrieges und vermehrt seit den 1930er-Jahren auch Flugmotoren. Neben diversen kleineren Motoren war es im Zweiten Weltkrieg vor allem der RA.1000 RC 41-I Monsone, eine Lizenzversion des Daimler-Benz DB 601, mit dem es Italien möglich wurde, leistungsfähige Jagdflugzeuge zu bauen.

## Technik
Neben Design steht bei Alfa Romeo traditionell auch immer die Technik im Vordergrund. Bereits 1913, drei Jahre nach Firmengründung, entwickelten die Ingenieure von Alfa Romeo für den Motorsport einen Hochleistungsmotor mit zwei oben liegenden Nockenwellen, vier Ventilen pro Zylinder, dachförmigen Brennräumen und Doppelzündung pro Zylinder. Die 6C-Modelle in den 1930er-Jahren erhielten beispielsweise doppelte Ventilfedern. Bei den 8C-Modellen wurden weltweit erstmals Zylinderköpfe aus Aluminium eingesetzt. Beim Vierzylindermotor des 1900 TI steigern erstmals zwei Doppelvergaser die Leistung. Ferraguti und A. Agostini rüsteten 1935 einen Alfa-Romeo 1750 mit einem Holzkohlengasgenerator aus und ließen den Wagen an der 1000-Meilen-Wettfahrt teilnehmen.
Seit 1958 wurden Fünfganggetriebe in Serienfahrzeugen angeboten. Der GTA erhielt in den 1960er-Jahren eine Leichtbau-Karosserie, deren sämtliche nicht tragenden Teile aus Aluminium bestanden. Die Transaxle-Bauweise wurde ab 1972 in dem Mittelklasse-Pkw Alfetta serienmäßig verwendet. Seit 1983 wurden beim Alfa 33 verschiedene Allradsysteme angeboten. Im selben Jahr führte Alfa Romeo eine variable Ventilsteuerung in Serie ein, wodurch erstmals ein Phasensteller für die Einlassventile (hier in einen Zweiliter-Vierzylindermotor) eingesetzt wurde. 1997 präsentierte Alfa Romeo beim 156 JTD als erster Hersteller überhaupt die Common-Rail-Technik für die Direkteinspritzung in Diesel-Pkw. Beim JTS-Motor wird inzwischen auch eine Benzin-Direkteinspritzung angeboten. Als Option kann man heute auch wie in der Formel 1 über die Selespeed-Schaltung die Gänge wechseln.
Seit 2009 bot Alfa Romeo im MiTo die weltweit erste vollvariable Einlassventilsteuerung unter der Bezeichnung MultiAir an. Auf eine Einlassnockenwelle wird hier verzichtet, die Einlassventile werden elektrohydraulisch zylinderselektiv und bei Bedarf mehrfach pro Takt angesteuert. Der Ventilhub und die Ventilöffnungsdauer sind variabel.

## Motorsport

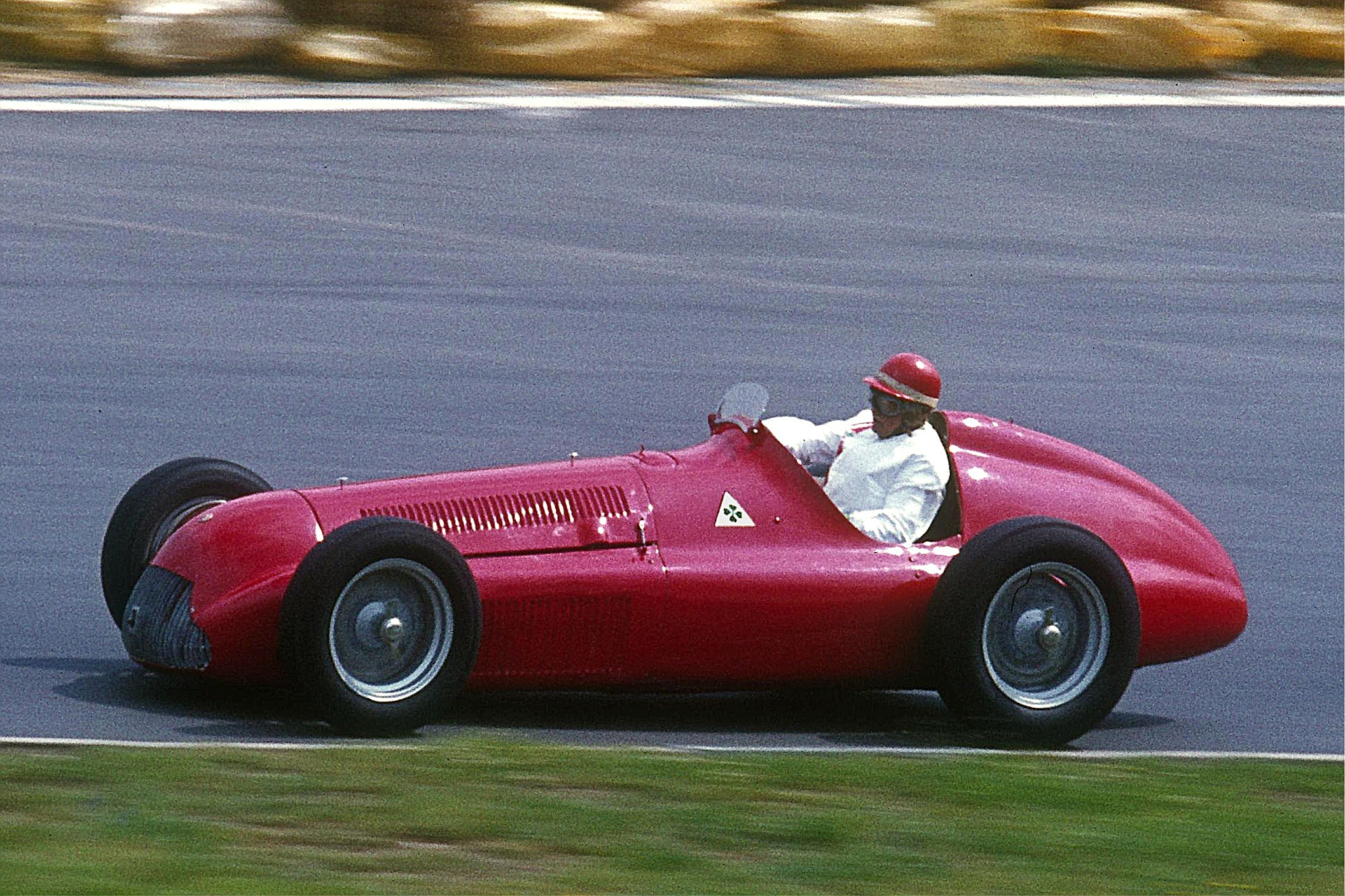
Alfa Romeo Tipo 159 von 1951

Alfa begann bereits 1913 mit dem Rennwagenbau. Die 1920er- und vor allem die 1930er-Jahre wurden dann die erste große Blütezeit für Alfa Romeo im Motorsport. Im Jahre 1950 stieg man in die neu gegründete Formel-1-Weltmeisterschaft ein und wurde auf Anhieb Weltmeister mit Giuseppe Farina und im darauffolgenden Jahr mit Juan Manuel Fangio. In den 1960er-Jahren wurden die Motorsportaktivitäten unter dem Namen Autodelta ausgegliedert. Der Tourenwagensport war dann der große Schwerpunkt. Nahezu zwei Jahrzehnte wurde hervorragende Arbeit geleistet und eine sehr stolze Zahl an Siegen errungen. Von 1979 bis 1985 war Alfa Romeo wieder in der Formel 1 vertreten, konnte aber nicht mehr an frühere Erfolge anknüpfen.
Ab der Formel-1-Saison 2019 geht das ehemalige Sauber F1 Team als Alfa Romeo Racing an den Start. Somit kehrt der Teamname Alfa Romeo nach 34 Jahren in die Königsklasse zurück.

## Marke

### Logo
Alfa Romeo kombiniert in seinem Logo das Wappen der Stadt und des Herzogtums Mailand.
Das zweigeteilte Markenzeichen blieb seit seiner Entstehung nahezu unverändert. In der linken Hälfte zeigt es ein rotes Kreuz auf weißem Grund, in der rechten Hälfte eine Schlange mit Drachenkopf, Krone und einem Menschen im Mund, den Biscione. Die linke Darstellung entspricht dem Stadtwappen Mailands, ein Kreuz in den Farben der Bürger (rot) und der Bauern (weiß). Es wurde gegen Ende des 12. Jahrhunderts offizielles Stadtwappen. Der rechte Teil wurde erst später auf Veranlassung eines Mitglieds der damals mächtigsten Familie Mailands, der Visconti, hinzugefügt. Deren Oberhaupt Matteo Visconti wies gegen Ende des 13. Jahrhunderts einen Stadtschreiber an, eine angeblich im Jahre 1111 erfolgte Begebenheit aufzuzeichnen. Demnach hatte ein Visconti namens Ottone während eines Kreuzzuges einen Sarazenenfürsten vor den Toren Roms getötet und dessen Wappenschild an sich genommen, der die aus dem Maul ein Kind gebärende Schlange zeigte. So ist es Matteo Visconti zuzuschreiben, dass diese Darstellung Bestandteil des Mailänder Stadtwappens wurde. Anderen Quellen nach verschlingt die Schlange einen Sarazenen oder ein Kind.
Bei der Gründung Alfas 1910 wurde einfach das Stadtwappen Mailands als Markenzeichen mit dem Zusatz ALFA MILANO übernommen. 1919 änderte man diesen in ALFA-ROMEO MILANO. Bis zum Kriegsende 1945 waren auf dem Markenzeichen zusätzlich auch Wappenzeichen aus dem Hause Savoyen in Form von zwei symbolisierten Schifferknoten. Als Alfa Romeo 1925 den ersten Weltmeistertitel holte, wurde aus Stolz ein Lorbeerkranz rings um das Zeichen hinzugefügt. Nach dem Zweiten Weltkrieg verschwanden die zwei, teilweise sogar drei (dann ersetzte ein Knoten die Stadtbezeichnung), savoyischen Knoten. Bis 1972 war auf den Emblemen die Stadtbezeichnung zu sehen, und Alfa Romeo wurde mit Bindestrich geschrieben. Dann entfiel die Bezeichnung MILANO, denn Alfa Romeo baute nun auch Autos außerhalb von Mailand, beispielsweise in Pomigliano d’Arco in der Nähe von Neapel in Süditalien, wo zunächst der Alfasud hergestellt wurde.
Im Juni 2015 wurde zum 105. Firmenjubiläum ein erstmals seit 1972 überarbeitetes Logo präsentiert, das die geplante Globalisierung der Marke begleiten soll. Die Schlange wurde hervorgehoben, die Zweiteilung aufgehoben.

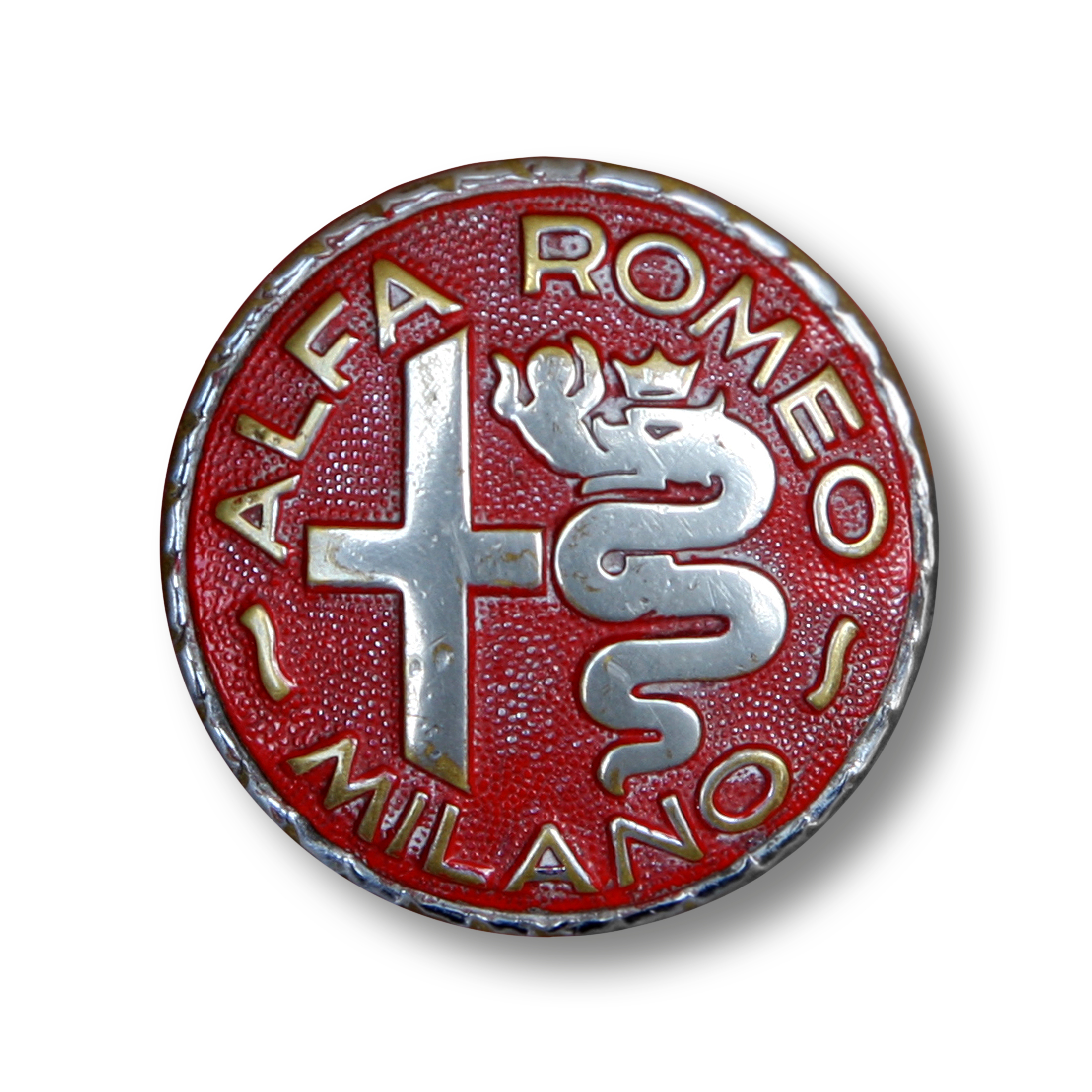
1946–1950
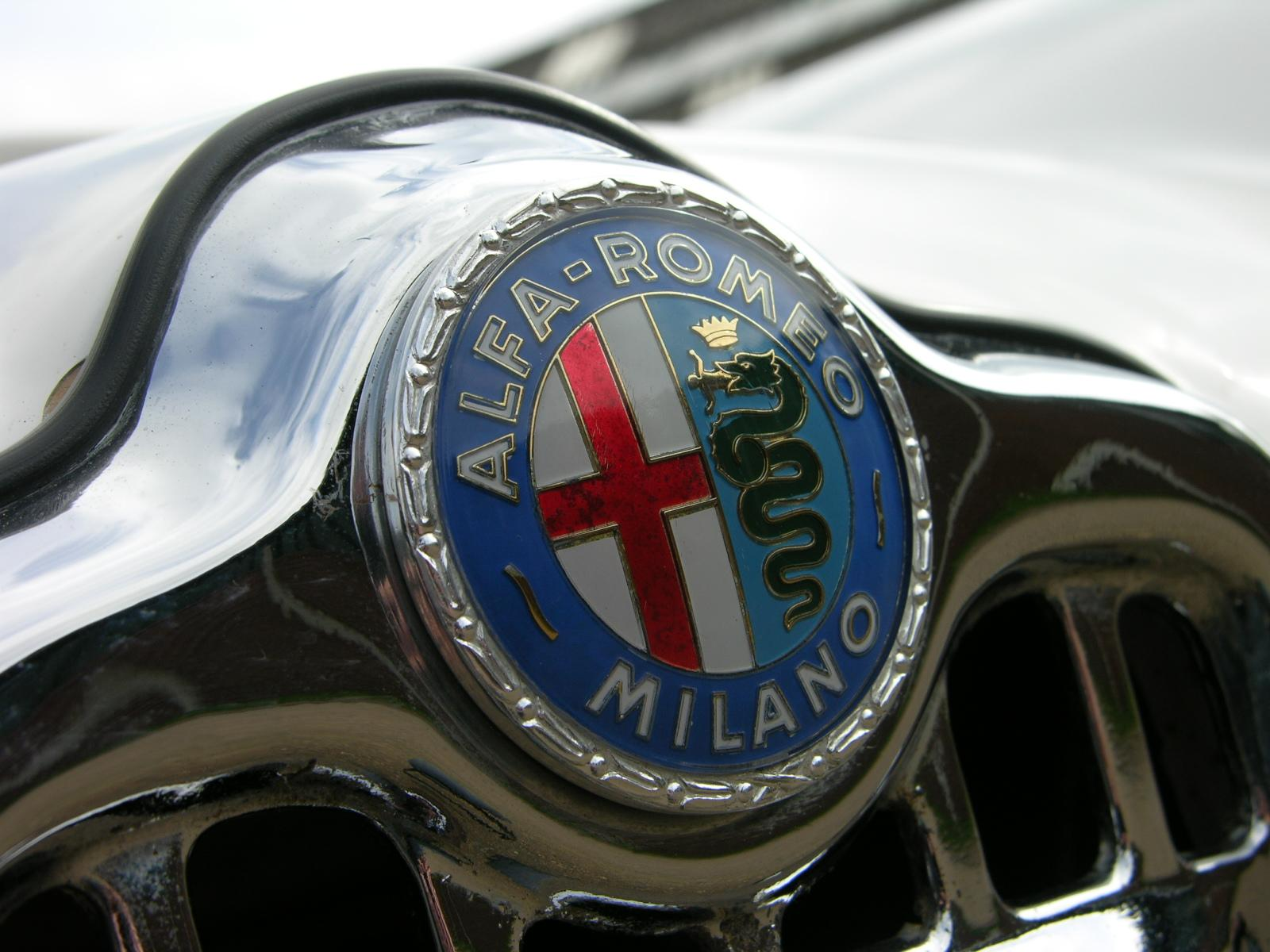
1950–1972
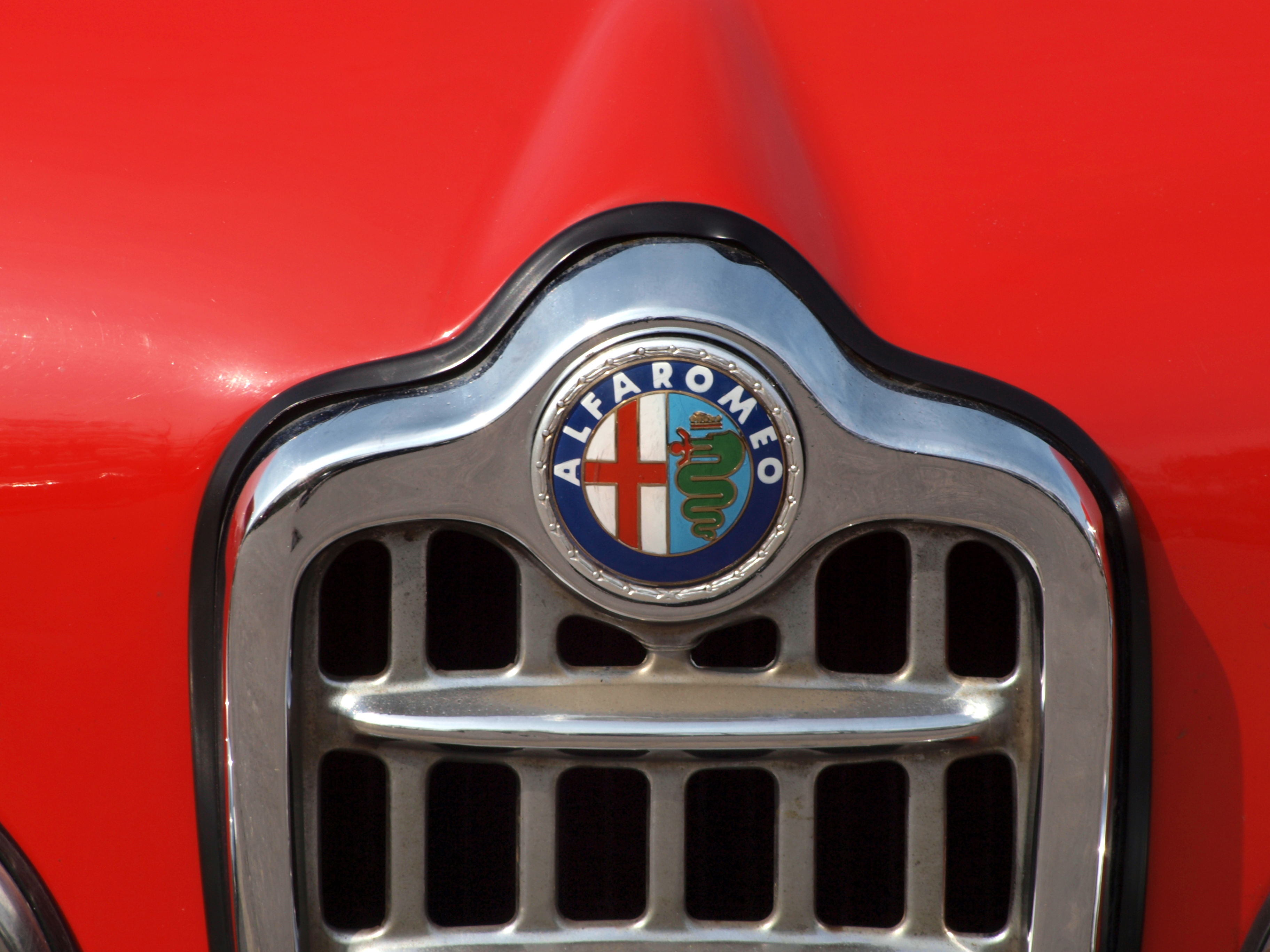
1972–1982
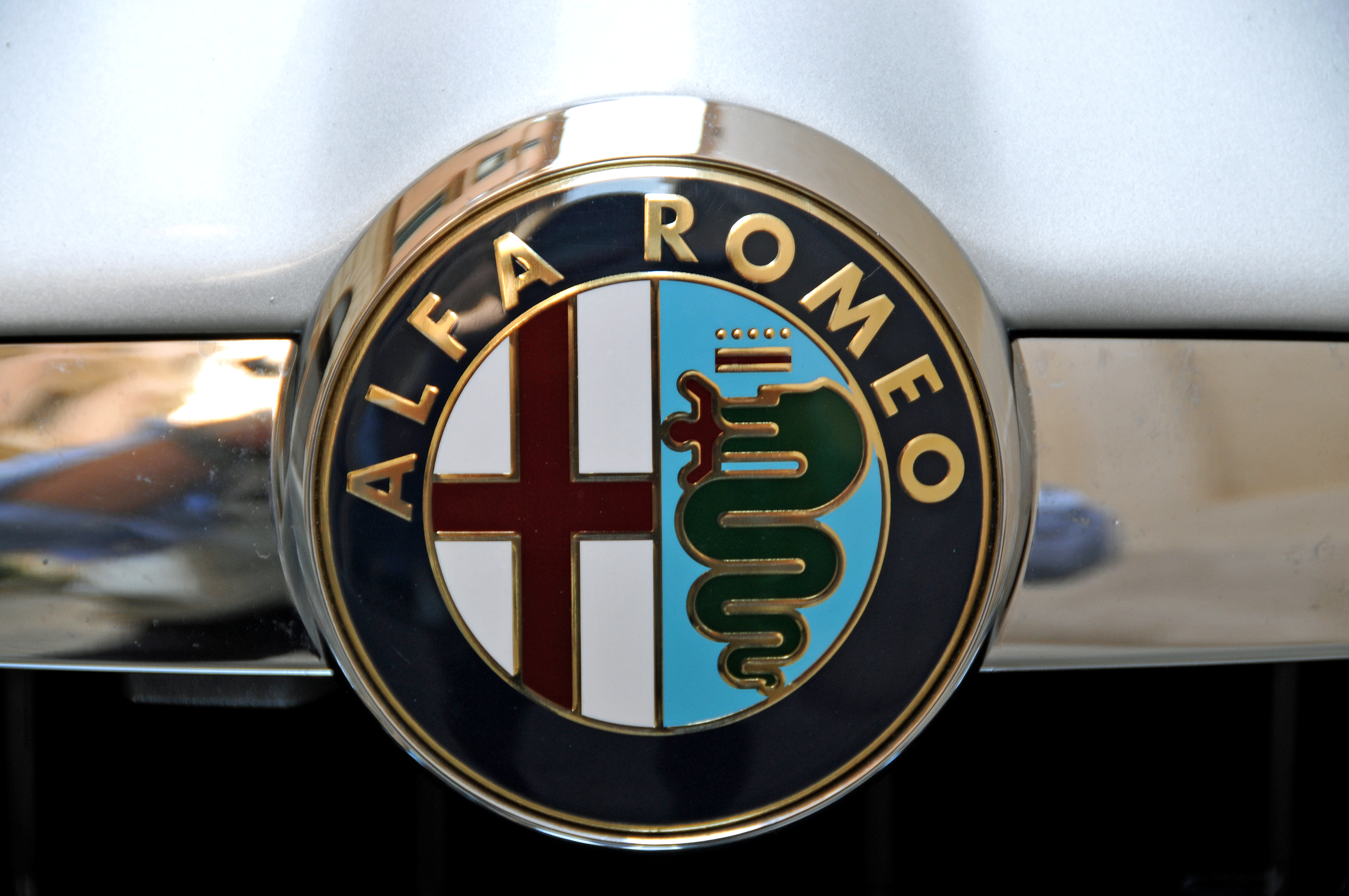
1982–2015
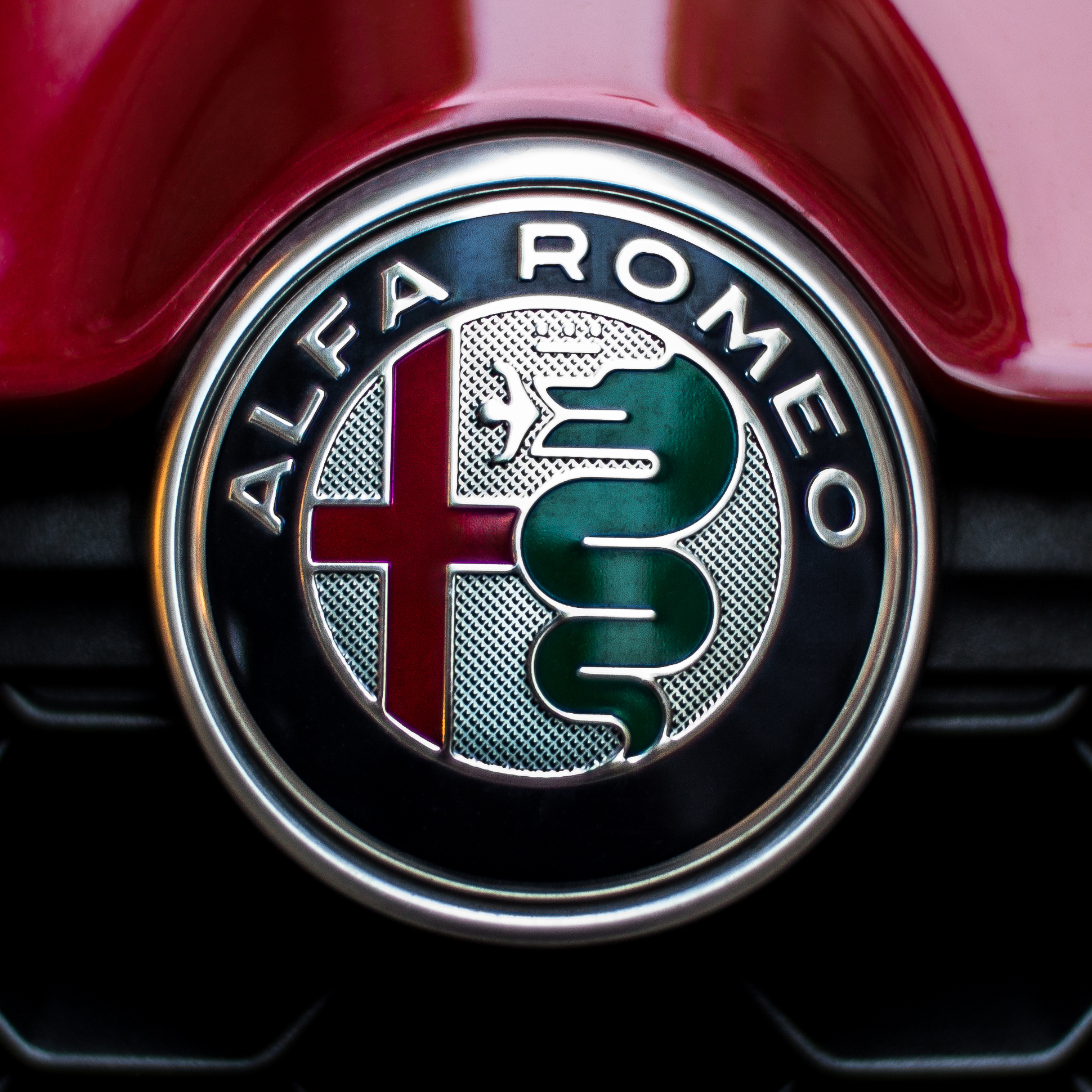
2015

### Kühlergrill

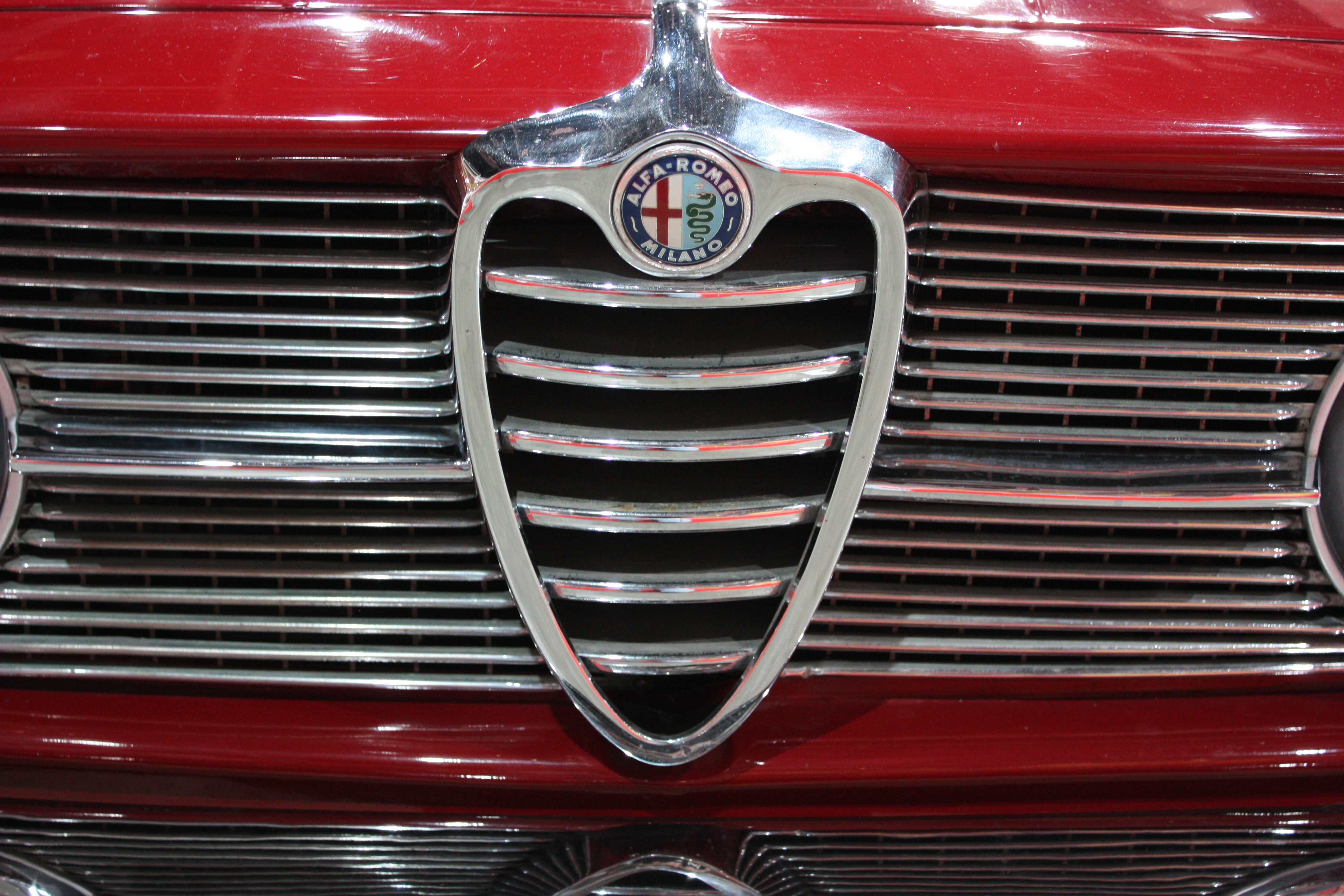
Scudetto, der herzförmige Alfa-Romeo-Kühlergrill

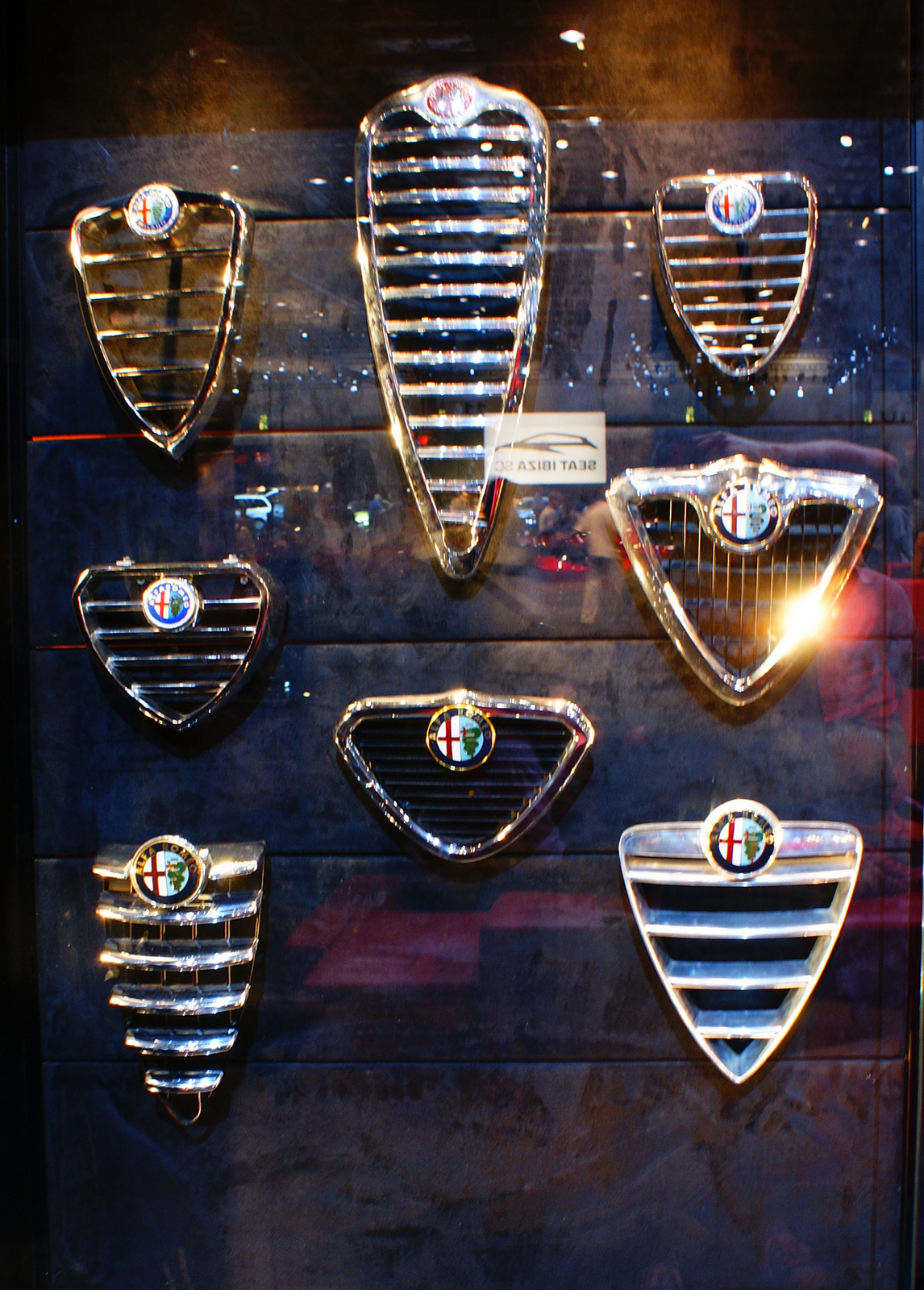
Im Uhrzeigersinn Alfa Romeo 6C 2500 (1949), Alfetta, 156, 159, 164, 147, Alfetta GT und Giulia Sprint GT

Alfa Romeo pflegt (wie auch andere Marken) eine eigene Form des Kühlergrills, das Scudetto (‚Schildchen‘, von scudo ‚Schild‘). Diese Form eines schmalen, tief heruntergezogenen und spitz nach unten zulaufenden Kühlergrills entstand in den 1930er-Jahren. Das Kraftfahrzeugkennzeichen wird nicht in der Mitte, sondern versetzt Richtung Fahrbahnmitte befestigt. So verdeckt es nicht das untere Ende des Scudetto. Ab den 1950er-Jahren ergänzte Alfa Romeo bei den Pontonkarosserien das Scudetto durch zwei waagerechte Lufteinlässe, die man Baffi (Schnauzbärtchen) nennt. Im Laufe der 1960er-Jahre wurde das Scudetto bei einigen Modellen zu einem kleinen Zierrahmen am eigentlichen Kühlergrill reduziert. Alfa Romeo nahm 1997 die Anordnung der 1950er-Jahre wieder auf (Alfa Romeo 156) und praktiziert sie bis heute (→ Galerie).

### Rosso Alfa
Die Farbe Rot gilt heute als traditionelle Farbe Alfa Romeos und italienischer Autos im Allgemeinen. Häufig wird berichtet, dass das Rot in der Frühzeit des internationalen Automobilsports die für Italien vorgeschriebene Farbe gewesen sei. Hierbei handelt es sich jedoch um eine Legende, denn die Zuweisung von Farben zur Unterscheidung von Nationen war lediglich eine Besonderheit des Gordon-Bennett-Cups, der in den Jahren von 1900 bis 1905 ausgetragen wurde. Dabei wurde Italien, das durch Fiat vertreten war, nicht etwa Rot, sondern Schwarz zugewiesen. Rot wurde nämlich bereits durch die Vereinigten Staaten als Länderfarbe verwendet. Bereits 1906, also vor der Gründung Alfa Romeos, wurden Rennen nur noch als Herstellerwettkämpfe ausgetragen. Die Wahl der Farbe konnte von da an individuell entschieden werden. Die sich insbesondere ab den 1920er-Jahren bei Alfa Romeo entwickelnde Tradition der Verwendung von Rot kann als eine Hommage an die Ursprünge des Rennsports verstanden werden.
Rosso Alfa, das Rot von Alfa Romeo, war vor dem Zweiten Weltkrieg bräunlicher als heute. Der aktuelle Farbton ist nun schon seit Jahrzehnten unverändert. Das heutzutage populäre Rot von Ferrari, das als Rosso Corsa („Renn-Rot“) bezeichnet wird, ist im Vergleich zum Alfa-Rot einige Nuancen heller.

### Nomenklatur der Modelle
Es ist nicht ganz leicht, die Modellbezeichnungen von Alfa Romeo nachzuvollziehen. In der Regel verwendet Alfa Romeo keine Modellbezeichnung über mehrere Modellgenerationen hinweg. Viele Beinamen oder interne Bezeichnungen wurden später als reguläre Modellnamen übernommen.
Vom Ende der 1920er-Jahre an bis zum Ende des Zweiten Weltkriegs wurden alle nicht nur für den Rennsport vorgesehenen Alfa Romeo mit den Kürzeln 6C oder 8C und ihrem Hubraum bezeichnet. 6C steht für Sechszylinder, 8C für Achtzylinder.
Die nachfolgenden Modelle wurden entweder nur mit ihrem Hubraum oder mit eigenständigen Namen bezeichnet. Bei dem Coupé auf Basis der Alfa Romeo Giulia Limousine wechselte Alfa Romeo sogar zwischen den beiden Konzepten, sodass sich der Name des Designers Bertone als Synonym für dieses Modell eingebürgert hat. Bezeichnungen nach dem Hubraum wurden nur bis Mitte der 1970er-Jahre weitergeführt.
Bis in die 1970er-Jahre hinein wurden viertürige Limousinen mit dem Beinamen „Berlina“ gekennzeichnet, bis in die 1980er-Jahre hinein zweitürige Coupés durch den Beinamen „Sprint“ und Kombis durch den Beinamen „Giardinetta“. Seitdem tragen Kombis den Beinamen „Sportwagon“. Die Bezeichnung „Spider“ für Cabrios war zunächst ebenfalls nur ein Beiname, wurde Ende der 1960er-Jahre aber zu einem eigenständigen Modellnamen und wird inzwischen auch wieder als Beiname verwendet. Auch die früheren Namenszusätze „GT“ und „GTV“ sind inzwischen eigenständige Modellbezeichnungen.
Anfang der 1980er-Jahre wurden alle neuen Modelle mit einer zweistelligen Zahl benannt, der „Alfa“ vorangestellt war. Seit Ende der 1980er-Jahre ist die Zahl dreistellig, mit der Ziffer 1 an der Stelle der höchsten Wertigkeit, gefolgt von einer Ziffer für die Fahrzeugklasse und einer Ziffer, die mit den Modellgenerationen ansteigt. 14x steht für die Kompaktklasse, 15x für die Mittelklasse und 16x für die obere Mittelklasse. Aktuell werden aber keine Modellreihen angeboten, die dieser Systematik unterliegen. Fünf Jahre nach der Jahrtausendwende wurde damit begonnen, auch wieder eigenständige Modellnamen zu vergeben.

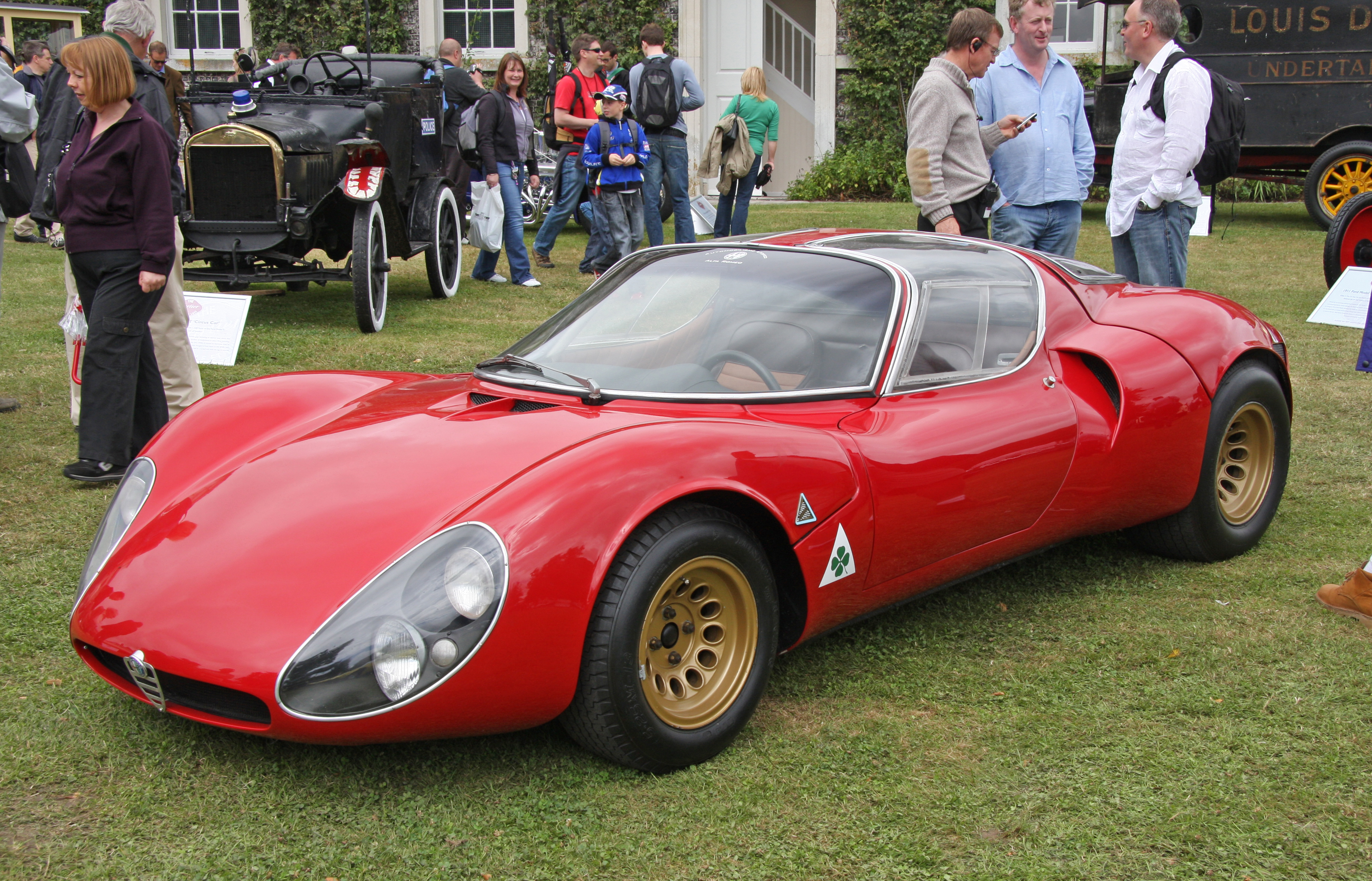
Alfa Romeo Tipo 33 Stradale

Den Überblick erschwert zusätzlich, dass Alfa Romeo oftmals Serienfahrzeuge nach erfolgreichen Rennwagen benennt. So kann mit der Bezeichnung „Alfetta“ die Limousine Alfa Romeo Alfetta oder der Rennwagen Alfa Romeo 159 „Alfetta“ gemeint sein, mit der Bezeichnung „Alfa 159“ derselbe Rennwagen oder die Limousine Alfa Romeo 159. Mit der Bezeichnung „Alfa 33“ kann sowohl der Kompaktwagen Alfa Romeo 33 als auch der Renn- und Sportwagen Alfa Romeo 33 gemeint sein. Mit der Bezeichnung „Alfa 8C“ ein Alfa Romeo 8C Competizione/Spider oder ein Alfa Romeo 8C 2300/2900.
Als Bezeichnung von Antriebsvarianten verwendet Alfa Romeo den Buchstaben Q, so bezeichnet Q2 ein Sperrdifferential und Q4 den Allradantrieb. Q4 war auch die Modellbezeichnung der Allradvariante des Alfa Romeo 155 bzw. 156. Der VW-Konzern griff später für seine Marke Audi ebenfalls den Buchstaben Q auf und sicherte sich die restlichen einstelligen Zahlen. Einen Verkauf der beiden Markennamen Q2 und Q4 lehnte Alfa Romeo lange Zeit ab. Erst im Januar 2016 konnte eine Einigung zwischen der Audi AG und FCA erzielt werden, die fortan die Namensrechte für alle Modelle von Q1 bis Q9 halten. Die Bezeichnung Q2 darf jedoch weiterhin für das elektronische Sperrdifferential und die Bezeichnung Q4 für den Allradantrieb von FCA genutzt werden.

### Alfisti

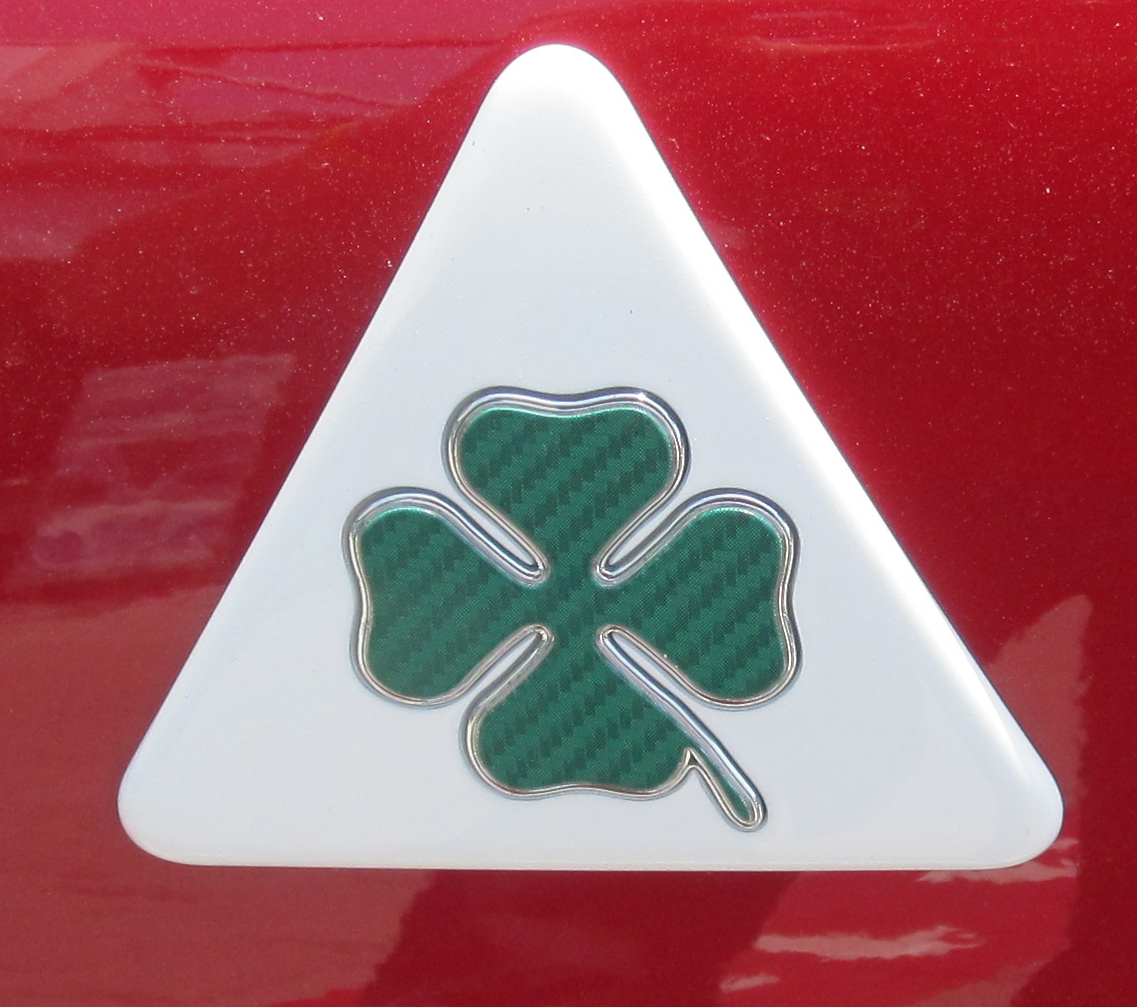
Das vierblättrige Kleeblatt „Quadrifoglio Verde“

In einer Spiegel-Ausgabe von 1967 heißt es: „Alfa-Romeo verkauft kein Prestige. Ein Alfa-Fahrer bringt selbst genug davon mit.“ Fahrer und Fans der Fahrzeuge haben häufig eine große Affinität zur Marke und bezeichnen sich dann als Alfisti (Plural von Alfista). Als Wunschkennzeichen sind die Buchstabenkombination „AR“ üblich, und seit 2003 (als diese auch in Deutschland freigegeben wurde) „QV“ (für Quadrifoglio Verde, dem grünen Kleeblatt, einem Symbol aus der Motorsportgeschichte Alfa Romeos) und „MI“ (für Milano). Das Kleeblatt wird ebenso wie der Biscione, die Schlange aus dem Wappenlogo, in Liebhaberkreisen auch als Zeichen der Marke verwendet.

## Produktionsstätten
Die Autoherstellung begann im Gründerwerk Portello bei Mailand, seit 1961 kamen das Werk in Arese bei Mailand und 1969 das Werk in Pomigliano d’Arco bei Neapel hinzu. Von 1984 bis 1986 wurde auch in Pratola Serra (Provinz Avellino) der Alfa Romeo Arna (ein Gemeinschaftsprodukt mit Nissan) montiert. Nachdem die Alfa-Produktion mit Einstellung des Alfa Romeo 159 im Werk Pomigliano d’Arco auslief (wo stattdessen die dritte Generation des Fiat Panda vom Band rollt), fertigt Fiat Group Automobiles S.p.A. seit 2008 den MiTo im Werk Mirafiori in Turin, die Alfa Romeo Giulietta (Typ 940) und Giulia (Typ 952) in Cassino in der Region Latium.
Außerdem haben so bekannte Designunternehmen wie Bertone und Pininfarina Autos im Auftrag von Alfa Romeo gebaut. Ausländische Produktionsstätten von Alfa Romeo befanden sich in Südafrika (Alfa Romeo South Africa) und Brasilien. Aus CKD-Bausätzen werden Fahrzeuge im Ausland auch bei externen Herstellern gefertigt.

## Alfa Romeo in Filmen
Alfa-Romeo-Fahrzeuge sind in zahlreichen Filmen eine wichtige Requisite, insbesondere in Actionfilmen und Krimis. Sie stehen ganz im Sinne typischer Eigner für eine aufmüpfige unkonventionelle Art, beispielsweise in Der Halunke (Originaltitel: Docteur Popaul, 1972) mit Jean-Paul Belmondo in der Hauptrolle, wo er als junger Arzt ein Eisengitter an seinen Alfa Romeo montiert und mit dem Wagen den Citroën 2CV seines ungeliebten spießigen Schwagers zertrümmert. In italienischen Kriminalfilmen steht mehr die Motorleistung der Fahrzeuge im Vordergrund, Carabinieri verfolgen die Verbrecher oft in schnellen Alfa Romeos. Auch die Gangster fahren oft einen Alfa Romeo.

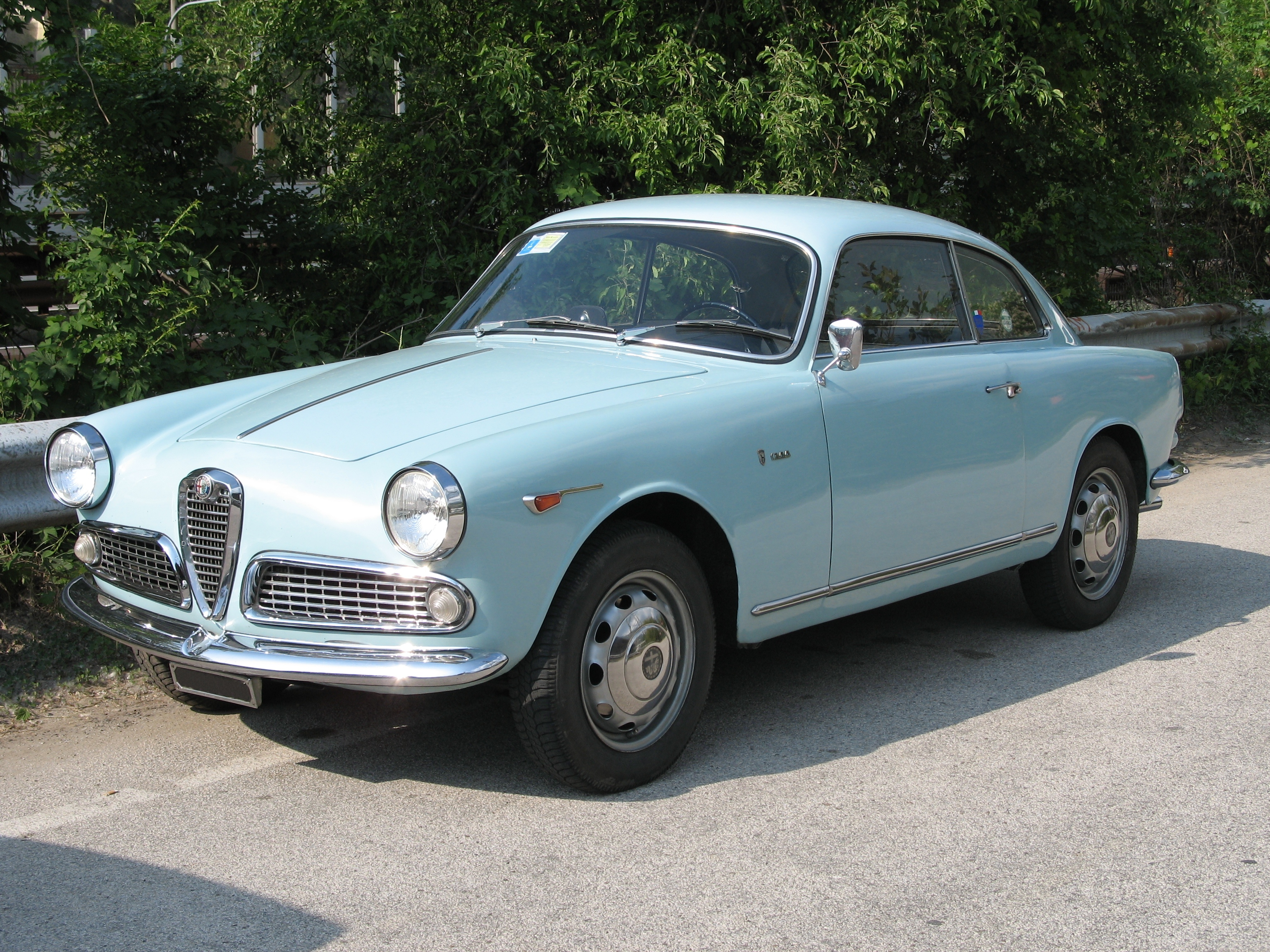
Spielte eine wichtige Rolle im Film Die Dinge des Lebens: eine Giulietta Sprint

Ein Giulietta Sprint ist in dem Film Die Dinge des Lebens von 1970 mit Michel Piccoli und Romy Schneider ein zentraler Teil der Handlung. Der wahrscheinlich berühmteste Auftritt eines Alfa Romeos fand 1967 in dem Film Die Reifeprüfung (engl. The Graduate) mit Dustin Hoffman statt. Ein roter Alfa Romeo Spider wird deshalb in den USA auch heute noch gerne als „The Graduate“ betitelt.
In dem Spielfilm Besondere Kennzeichen: Bellissimo (1983, mit Adriano Celentano) fährt Mati einen roten Alfa Romeo Spider.
James Bond fährt in dem Film Octopussy einen Alfa Romeo GTV6. In diesem 1983 mit Roger Moore gedrehten Film wird er von zwei BMW 525i-Streifenwagen und einem BMW-Polizeimotorrad verfolgt; die Szene wurde auf der AVUS in Berlin gedreht. In dem Film Ein Quantum Trost wird James Bond in seinem Aston Martin DBS von zwei Alfa 159 verfolgt.
Weitere Filmauftritte: In Bobby Deerfield (1977) spielt Al Pacino einen Rennfahrer, der privat einen GTV 4 fährt. In der Verfilmung des Bestsellers von Frederick Forsyth Der Schakal fährt der namenlose Killer einen weißen Alfa Romeo Giulietta Spider.
Im Film Der Eisbär fährt die Polizei einen silbernen Alfa 156 2.0 TS, in der Schlussszene hat ein Alfa Giulia Nuova einen längeren Auftritt. Ein roter Spider diente 2010 im Film Männer al dente als Markenzeichen der aufmüpfigen Alba Brunetti (Nicole Grimaudo), die damit durch die engen Gassen von Lecce rast.
Im Fernsehen wurde ein roter Bertone (Giulia Sprint GT) in der Serie des Bayerischen Rundfunks Irgendwie und Sowieso mit Ottfried Fischer, Elmar Wepper u. a bekannt. Diese Serie spielte in den Jahren 1968/69 in der oberbayerischen Provinz, und obwohl er eigentlich zu dieser Zeit als Glatthauber (Faceliftmodell) noch nicht auf dem Markt war, ist er eines der hauptsächlich benutzten Fahrzeuge. Robert Giggenbach alias Efendi war mit diesem Fahrzeug in der Serie – oft auch sehr sportlich unterwegs damit – zu sehen. Insgesamt zwei Fahrzeuge wurden für den Dreh eingesetzt; bei genauem Hinsehen kann man die Unterschiede erkennen.
In der Fernseh-Krimiserie Ein Fall für Zwei, die seit 1981 genau 300 Episoden zählt, benutzt der Hauptdarsteller Claus Theo Gärtner, der die Rolle des Privatdetektivs Josef Matula spielt, meist einen Alfa Romeo. Zuvor fuhr er schon privat Alfa Romeo und sah die Marke geeignet, die Rolle zu repräsentieren. Später stellte Alfa Romeo die Fahrzeuge für den Dreh zur Verfügung. Auf Grund der langen Laufzeit der Serie wechseln die Modelle mit der Zeit. Für kurze Zeit kamen hier auch Audi-Modelle zum Einsatz. Claus Theo Gärtner fuhr in seiner Freizeit gelegentlich auch Rennen mit historischen Alfa Romeos.
In der Fernsehserie Kommissar Rex wurden Alfa Romeos genutzt. Zu Beginn fuhr Tobias Moretti einen 155, später Gedeon Burkhard einen 166. In neueren Folgen fährt Kaspar Capparoni einen 159 Sportwagon.
Es gab 1993 einen Kinofilm namens „Giulia Super“ vom österreichischen Regisseur Michael Cencig.
In Michael Bay’s Film 6 Underground (2019), der von Netflix produziert wurde, ist eine giftgrüne Giulia Quadrifoglio zu sehen. Dave Franco und Ryan Reynolds liefern sich am Anfang des Films eine wilde Verfolgungsjagd durch Florenz mit der Mafia und der Polizei. Für den Film wurden am Fahrzeug Modifikationen durchgeführt wie eine hydraulische Handbremse, eine veränderte Motorsteuerung, andere Hinterreifen und weitere Änderungen an der Elektronik. Ein fahrtaugliches Exemplar gibt es heute noch.
Zu Beginn der Actionkomödie Red Notice (2021) sind drei Giulias zu sehen, zwei davon von der italienischen Polizei, wie sie durch Rom zur Engelsburg rasen. Dort angekommen steigt Dwayne Johnson aus der dritten Giulia in schwarz aus.

## Weitere Bezüge
Im 9. Asterix-Comic-Band „Asterix und die Normannen“ fährt Grautvornix „einen in Mediolanum (dem heutigen Mailand) hergestellten Sportwagen“ – ein Hinweis auf den Autohersteller Alfa Romeo, dessen erste Fabrik in Mailand war (siehe oben).

## Modelle

### Personenwagen

#### Frühere Modelle
| Bauzeit   | Baureihe                | Bild |
| --------- | ----------------------- | ---- |
| 1910–1911 | 12 HP                   |      |
| 1910–1913 | 24 HP                   |      |
| 1911–1913 | 15 HP                   |      |
| 1913–1922 | 40–60 HP                |      |
| 1914–1920 | 15–20 HP                |      |
| 1914–1920 | 20–30 HP                |      |
| 1921–1922 | 20–30 ES Sport          |      |
| 1921–1922 | G1                      |      |
| 1922–1927 | RL/RM                   |      |
| 1924–1932 | P1/P2/P3                |      |
| 1927–1929 | 6C 1500                 |      |
| 1929–1933 | 6C 1750                 |      |
| 1931–1934 | 8C 2300                 |      |
| 1933–1933 | 6C 1900                 |      |
| 1934–1939 | 6C 2300                 |      |
| 1937–1939 | 8C 2900                 |      |
| 1937–1951 | Alfetta 158/159         |      |
| 1939–1953 | 6C 2500                 |      |
| 1950–1959 | 1900                    |      |
| 1952–1953 | Disco Volante           |      |
| 1952–1954 | Matta                   |      |
| 1953–1953 | B.A.T.5 (Prototyp)      |      |
| 1954–1954 | B.A.T.7 (Prototyp)      |      |
| 1954–1964 | Giulietta (Typ 750/101) |      |
| 1955–1955 | B.A.T.9 (Prototyp)      |      |
| 1957–1962 | 2000                    |      |
| 1960–1964 | Dauphine Lizenzbau      |      |
| 1961–1969 | 2600                    |      |
| 1962–1978 | Giulia                  |      |
| 1963–1967 | TZ                      |      |
| 1963–1975 | Giulia GT               |      |
| 1966–1993 | Spider (Typ 105/115)    |      |
| 1967–1973 | Tipo 33                 |      |
| 1968–1971 | Berlina 1750            |      |
| 1970–1977 | Montreal                |      |
| 1971–1976 | Berlina 2000            |      |
| 1972–1983 | Alfasud                 |      |
| 1972–1984 | Alfetta                 |      |
| 1974–1986 | Alfetta GT/GTV          |      |
| 1976–1989 | Sprint                  |      |
| 1977–1985 | Giulietta (Typ 116)     |      |
| 1979–1986 | Alfa 6                  |      |
| 1983–1994 | 33                      |      |
| 1983–1986 | Arna                    |      |
| 1984–1987 | 90                      |      |
| 1985–1992 | 75                      |      |
| 1987–1997 | 164                     |      |
| 1989–1993 | SZ/RZ                   |      |
| 1992–1998 | 155                     |      |
| 1994–2001 | 145                     |      |
| 1995–2000 | 146                     |      |
| 1994–2005 | Spider/GTV (Typ 916)    |      |
| 1997–2007 | 156/Crosswagon          |      |
| 1998–2007 | 166                     |      |
| 2000–2010 | 147                     |      |
| 2003–2010 | GT                      |      |
| 2005–2011 | 159                     |      |
| 2005–2010 | Brera                   |      |
| 2006–2010 | Spider (Typ 939)        |      |
| 2007–2010 | 8C Competizione         |      |
| 2008–2018 | Mito                    |      |
| 2010–2020 | Giulietta (Typ 940)     |      |
| 2013–2020 | 4C                      |      |

#### Aktuelle Modelle
| Bauzeit   | Baureihe         | Bild |
| --------- | ---------------- | ---- |
| seit 2016 | Giulia (Typ 952) |      |
| seit 2017 | Stelvio          |      |
| seit 2022 | Tonale           |      |
| seit 2024 | 33 Stradale      |      |
| seit 2024 | Junior           |      |

### Geländewagen
- Alfa Romeo Matta

### Lastkraftwagen
- Alfa Romeo 50
- Alfa Romeo 85
- Alfa Romeo 350
- Alfa Romeo 430
- Alfa Romeo 450
- Alfa Romeo 500
- Alfa Romeo 800
- Alfa Romeo 900
- Alfa Romeo 950

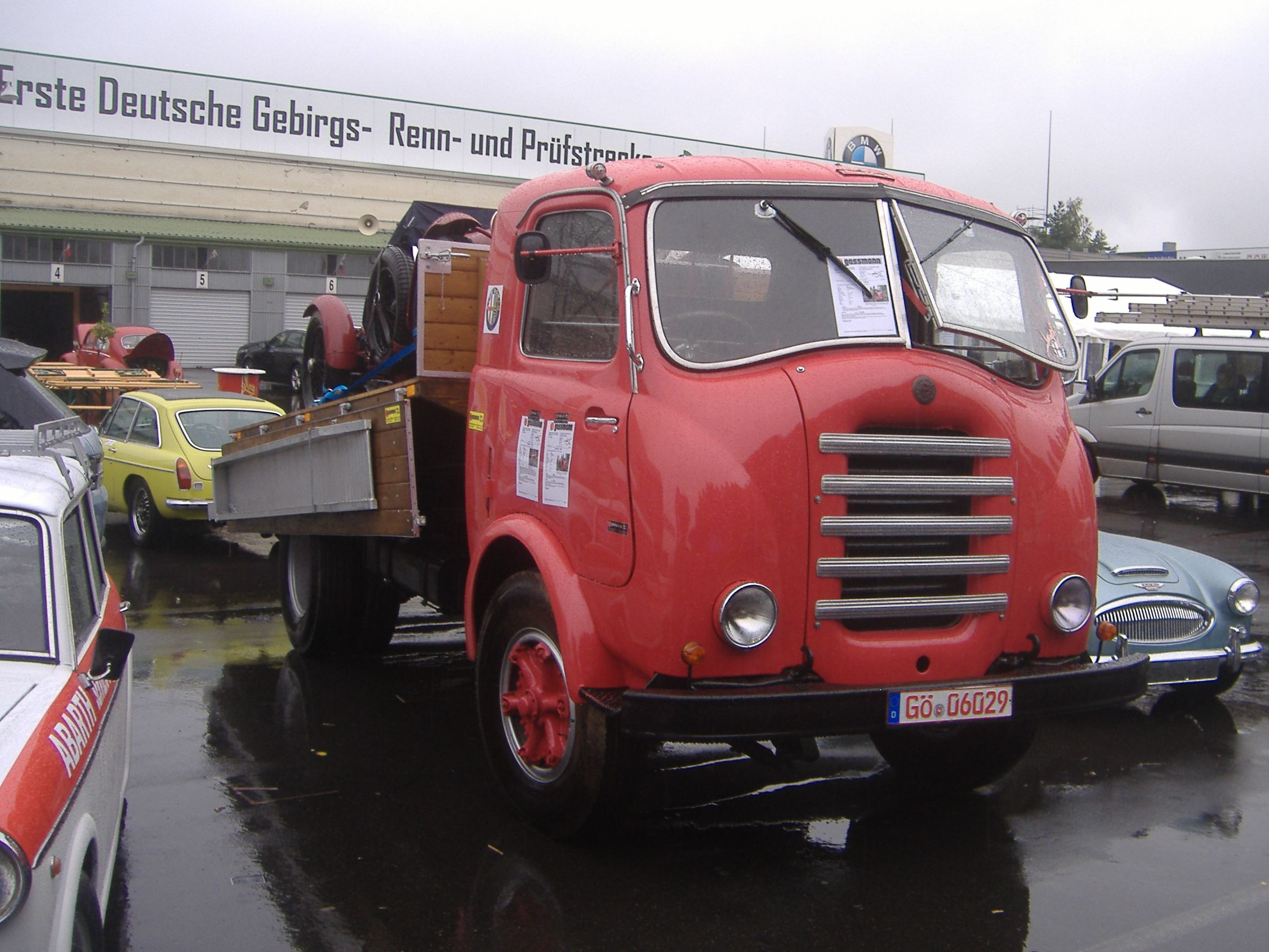
Alfa Romeo 455

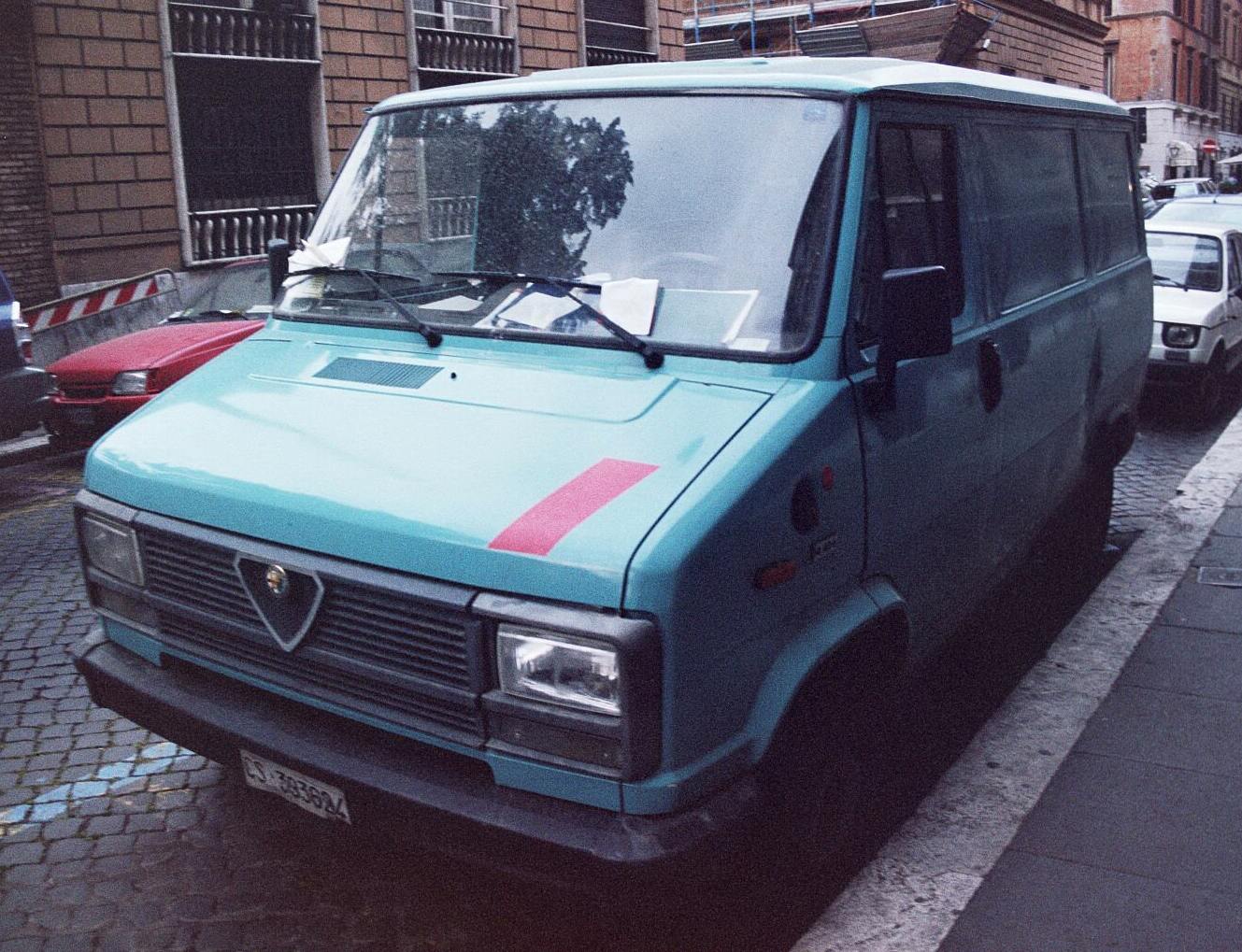
Alfa Romeo AR6

- Alfa Romeo Mille (Alfa Romeo 1000)
- Alfa Romeo AR6 (Fiat Ducato)
- Alfa Romeo AR8 (Iveco Daily)

### Busse
- Alfa Romeo 900
- Alfa Romeo 950

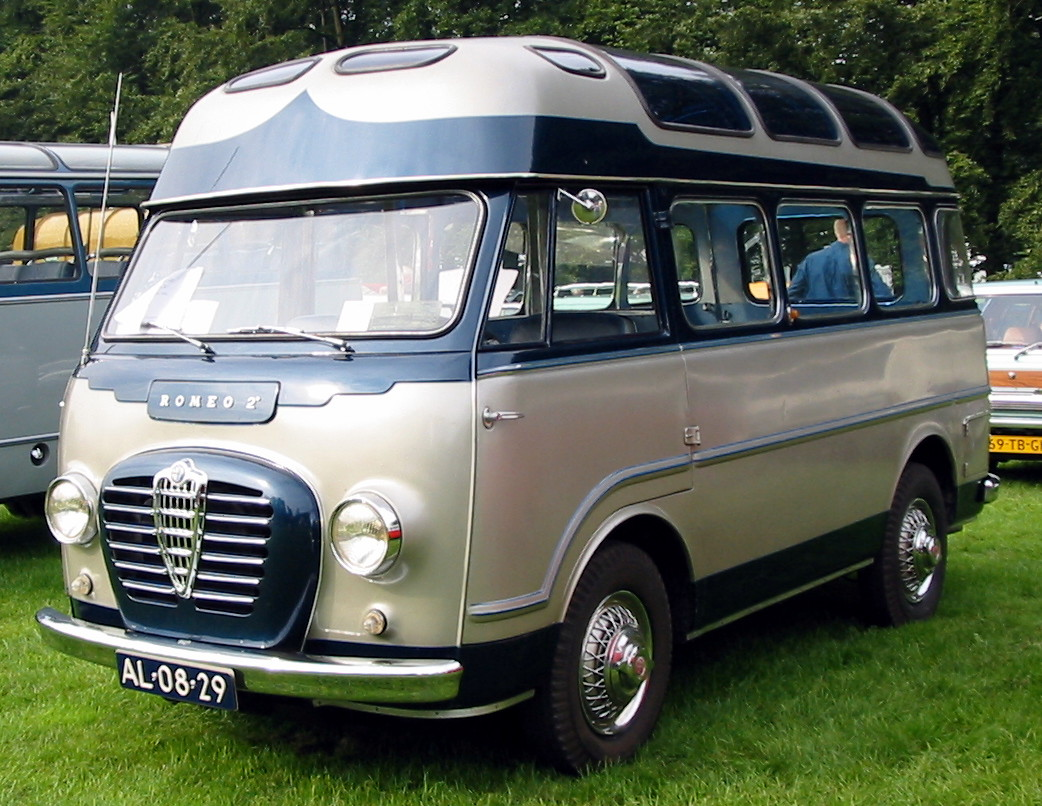
Alfa Romeo Kleinbus

- Alfa Romeo Mille (Alfa Romeo 1000)
- Alfa Romeo F12 (Kleinbus, gebaut von 1967 bis 1982, auch Autotuttu genannt)

### Obusse
- Alfa Romeo 110AF
- Alfa Romeo 140AF
- Alfa Romeo 900

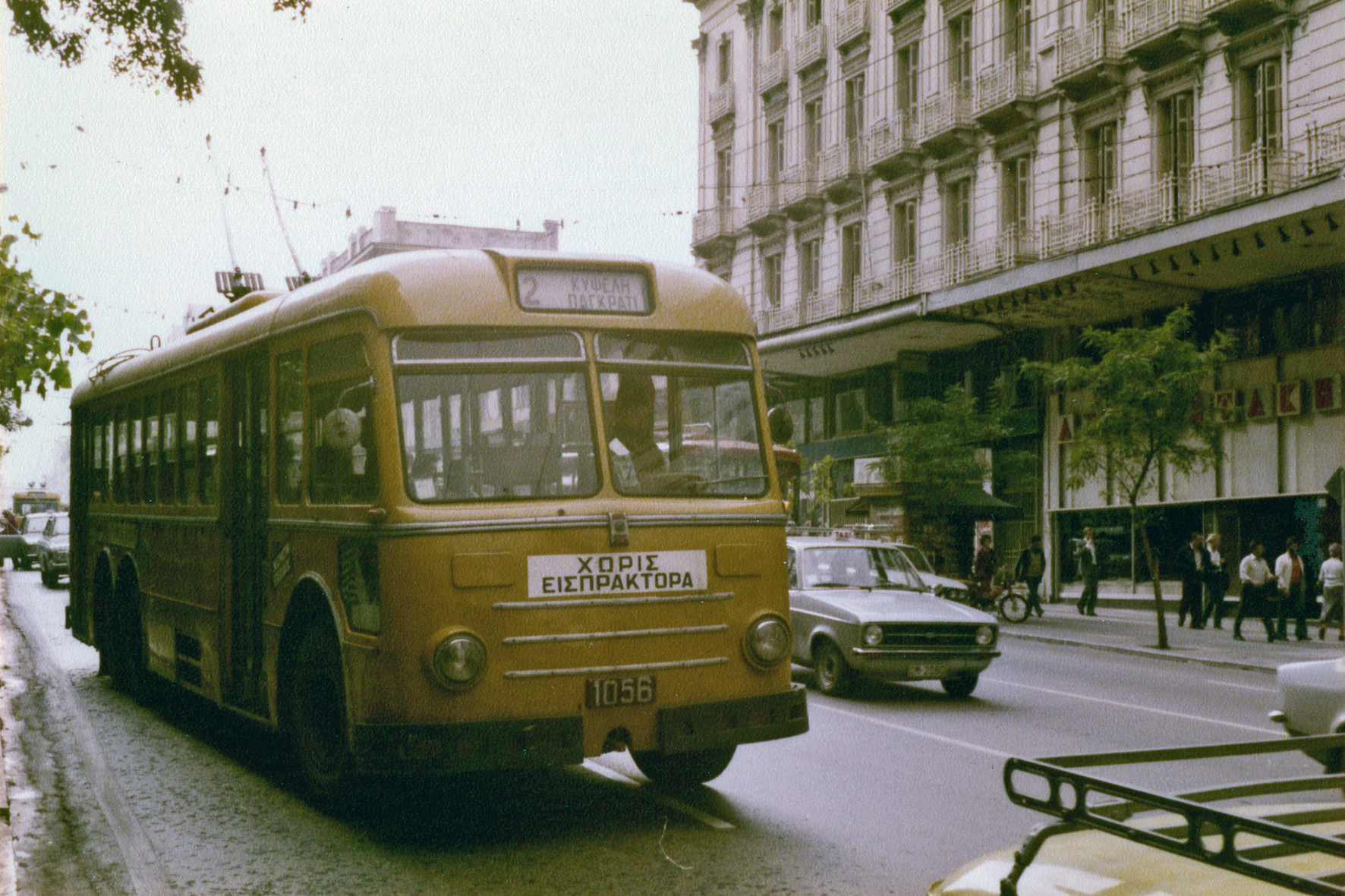
80 Exemplare des Alfa Romeo 140AF wurden bis in die 1970er-Jahre im Athener Obus-Betrieb eingesetzt

- Alfa Romeo Mille (Alfa Romeo 1000)